# Список серий «Наруто»
Здесь представлен список серий аниме «Наруто», их краткое содержание, даты выхода на родине, а также главы манги, по которым они сняты.

## Обзор сезонов
| Сезон | Серии | Серии | Даты показа      | Даты показа     |
| Сезон | Серии | Серии | Первая серия     | Последняя серия |
| ----- | ----- | ----- | ---------------- | --------------- |
| 1     | 57    | 57    | 3 октября 2002   | 5 ноября 2003   |
| 2     | 43    | 43    | 12 ноября 2003   | 8 сентября 2004 |
| 3     | 41    | 41    | 15 сентября 2004 | 29 июня 2005    |
| 4     | 42    | 42    | 6 июля 2005      | 3 мая 2006      |
| 5     | 37    | 37    | 10 мая 2006      | 8 февраля 2007  |

## Список серий

### Сезон 1 (2002—2003)

#### Введение: 5 серий
| 1 | Знакомьтесь, Наруто Удзумаки! «Сандзё:! Удзумаки Наруто!» (参上！うずまきナルト)        | 1          | 3 октября 2002  |
| Наруто пытается обратить на себя внимание окружающих, создавая хаос и беспорядки в своём посёлке. Один из преподавателей Академии ниндзя, Мидзуки, подговаривает его украсть секретный свиток со множеством тайных дзюцу, однако мальчик, поняв, в чём дело, одолевает его, но прежде узнаёт, что внутри него заключён Девятихвостый лис, когда-то разрушивший деревню. |                                                                                         |            |                 |
| 2 | Конохамару! «Конохамару да корэ!» (木ノ葉丸だ コレ！)                                   | 2          | 10 октября 2002 |
| Конохамару, внук Третьего Хокагэ, решает стать учеником Наруто, чтобы обрести свободу и превзойти известность своего деда. |                                                                                         |            |                 |
| 3 | Саскэ и Сакура: друзья или враги? «Сюкутэки!? Сасукэ то Сакура» (宿敵!?サスケとサクラ)  | филлер + 3 | 17 октября 2002 |
| Каноничная часть: Наруто (худший ученик выпуска), Сакура и Саскэ (лучшие ученики выпуска) по итогам выпуска из Академии становятся членами одной команды — №7. Филлерная часть: Поцелуй Саскэ и Сакуры. Превратившись в Саскэ, Наруто пытается узнать, что Сакура о нём думает.                                                                                         |                                                                                         |            |                 |
| 4 | Трио! Испытание на выживание «Сирэн! Сабайбару энсю:!» (試練！サバイバル演習)           | 4—6        | 24 октября 2002 |
| Трио героев знакомятся со своим сэнсэем, опытным дзёнином Какаси Хатакэ, после чего отправляются на первое задание, суть которого — попытаться отобрать у Копирующего ниндзя колокольчики. |                                                                                         |            |                 |
| 5 | Дисквалифицированы? Заключение Какаси «Сиккаку? Какаси-но Кэтурон» (失格？カカシの結論) | 6—8        | 31 октября 2002 |
| Несмотря на то, что никто из гэнинов не справился с заданием, Какаси Хатакэ оценивает их взаимопомощь и становится полноценным руководителем. |                                                                                         |            |                 |

#### Страна Волн: 14 серий
| 6 | Важная миссия! Направляемся в Страну Волн «Дзю:ё: нимму! Нами но Куни э тё-сюппацу!» (重要任務！波の国へ超出発！)              | 9—11            | 7 ноября 2002   |
| После семи миссий уровня D команде №7 доверяют защиту мостостроителя Тадзуны. Однако выясняется, что за ним охотятся множество ниндзя, и опасность миссии оказывается намного выше, чем предполагалось. Какаси тем не менее решает продолжить задание. | |                 |                 |
| 7 | Враг из тумана «Кири но ансацуся!» (霧の暗殺者！)                                                                              | 11—12           | 14 ноября 2002  |
| Команда №7 вступает в бой с опасным преступником Дзабудзой Момоти, посланным судостроителем Гато, чтобы убить Тадзуну. | |                 |                 |
| 8 | Клятва на боли «Итами ни тикау кэцуи» (痛みに誓う決意)                                                                         | 13—14           | 21 ноября 2002  |
| Продолжение боя. | |                 |                 |
| 9 | Сяринган Какаси «Сяринган-но Какаси!» (写輪眼のカカシ)                                                                         | 15—16           | 28 ноября 2002  |
| Наруто вместе с Саскэ освобождают Какаси из Водяной Тюрьмы (техники Дзабудзы), и бой продолжается. Помощник злодея, Хаку, замаскировавшись под члена АНБУ, забирает тело Дзабудзы для излечения.                                                       | |                 |                 |
| 10 | Лес Чакры «Тякура но мори» (チャクラの森)                                                                                      | 17—18           | 5 декабря 2002  |
| Команда №7 продолжает свою миссию по охране Тадзуны, и в то же время Какаси начинает обучать троицу умению ходить по деревьям без использования рук, таким образом тренируя их контролю чакры.                                                         | |                 |                 |
| 11 | Страна, у которой был герой «Эйю: но ита куни» (英雄のいた国)                                                                  | 19—20           | 12 декабря 2002 |
| Команда №7 узнаёт историю Кайдзы, героя Страны Волн, казнённого по приказу Гато. | |                 |                 |
| 12 | Решающая битва на мосту! Дзабудза возвращается!! «Кё:дзё: кэссэн! Дзабудза футатаби!!» (橋上決戦！ザブザ再び!!)                | 21—22           | 19 декабря 2002 |
| На строящемся мосту Какаси, Саскэ и Сакура начинают бой против Дзабудзы и Хаку. | |                 |                 |
| 13 | Секретная техника Хаку: Ледяные зеркала демона «Хаку но хидзюцу — Макё: Хё:сё:» (白の秘術・魔鏡氷晶)                           | 23—24           | 26 декабря 2002 |
| Прихвостни Гато пытаются похитить родственников Тадзуны, однако их спасает Наруто. Хаку использует против Саскэ свой прирождённый дар — умение управлять льдом.                                                                                        | |                 |                 |
| 14 | Непредсказуемый номер один: Наруто присоединяется к битве! «Игайсэй намба: ван, Наруто сансэн!» (意外性Ｎｏ．１、ナルト参戦！) | Флэшбек + 25—26 | 9 января 2003   |
| Наруто присоединяется к Саскэ в борьбе с Хаку. | |                 |                 |
| 15 | Битва при нулевой видимости: сяринган не поможет «Сикай дзэро но татакай — сяринган кудзуси» (視界ゼロの戦い・写輪眼崩し)      | 25—26           | 16 января 2003  |
| Какаси продолжает свой бой с Дзабудзой. | |                 |                 |
| 16 | Печать пробуждается «Кайхё: сарэта фу:ин» (解放された封印)                                                                     | 26—27           | 23 января 2003  |
| В Наруто, считающем, что Саскэ погиб, пробуждается чакра Девятихвостого. | |                 |                 |
| 17 | Невинное прошлое: спрятанные чувства «Сирой Како — Химэта омой» (白い過去・秘めた想い)                                         | 28—30           | 30 января 2003  |
| Хаку рассказывает Наруто о цели своего существования — помощь спасшему его от гибели Дзабудзе. | |                 |                 |
| 18 | Орудие под названием синоби «Синоби то иу на но до:гу» (忍という名の道具)                                                      | 31—32           | 6 февраля 2003  |
| Хаку приносит себя в жертву ради спасения Дзабудзы от техники Какаси, Райкири. | |                 |                 |
| 19 | Дзабудза исчезает в снегу... «Дзабудза юки ни тиру...» (ザブザ雪に散る…)                                                       | 32—33           | 13 февраля 2003 |
| Дзабудза, до глубины души тронутый гибелью Хаку, убивает по-настоящему ответственного за это, Гато, но гибнет сам. Оценив вклад в общую победу, жители селения решают назвать мост именем Наруто.                                                      | |                 |                 |

#### Экзамены на звание тюнина: 38 серий
| 20 | Новая глава! Экзамен на звание тюнина «Синсё: тоцуню:! Тю:нин Сикэн даттэбаё» (新章突入！中忍試験だってばよ) | 34—35           | 20 февраля 2003  |
| Третий Хокагэ объявляет о скором начале экзаменов на звание тюнина (следующая ступень ниндзя после гэнина). | |                 |                  |
| 21 | Знакомство! Приехали сильные враги!! «Нанорэ! Араварэта кё:тэки тати!!» (名乗れ！現れた強敵たち!!) | 35—36           | 27 февраля 2003  |
| Члены команды №7 встречают нескольких сильных противников, приехавших из других стран для участия в экзамене. | |                 |                  |
| 22 | Воодушевлены на 120%! Роковой вызов прямо сейчас! «Киай хяку-нидзю: па:сэнто Нау дэ рокку на тё:сэндзё:!» (気合い120％ ナウでロックな挑戦状！)                                                                         | 37—38           | 6 марта 2003     |
| Перед началом экзамена эксцентричный Рок Ли бросает вызов Саскэ. Бой между ними останавливает сэнсэй первого, Майт Гай, извечный соперник Какаси. | |                 |                  |
| 23 | Победить соперников! Великолепная девятка - все собрались! «Кэтирасэ райбару! Ру:ки: найн дзэнин сю:го:» (蹴散らせライバル！新人9人全員集合)                                                                           | 38—40           | 13 марта 2003    |
| Члены команды № 7 знакомится с другими участниками будущего экзамена, а также встречают старых друзей по выпуску в Академии ниндзя. | |                 |                  |
| 24 | Я уже провалил? Невероятно сложный первый экзамен «Икинари сиккаку? Тё:-нанкан но дайити сикэн» (いきなり失格？超難関の第一試験)                                                                                       | 40—42           | 20 марта 2003    |
| Каждый участник экзамена начинает письменный тест. | |                 |                  |
| 25 | Это он! Последний десятый вопрос! «Дэтатоко сё:бу! Фумбари докоро но дзю: моммэ» (出たとこ勝負！踏ん張りどころの10問目)                                                                                                | 42—44           | 27 марта 2003    |
| Наруто с волнением дожидается десятого вопроса, способного изменить все итоги экзамена. Даже несмотря на то, что Наруто не разгадал (в отличие от Саскэ) смысл экзамена, ему удаётся пройти дальше.                                                        | |                 |                  |
| 26 | Нужно посмотреть! Репортаж перед входом в Лес Смерти! Это школьная газета Конохамару! «Дзэттай хиккэн! Си но Мори тёкусэн рупо! Коноха но гаккю: симбун да корэ!» (絶対必見！死の森直前ルポ！木ノ葉の学級新聞だコレ！) | Флэшбек (Рекап) | 2 апреля 2003    |
| Ученики, которые прошли первое испытание, начинают готовиться ко второму. Главные герои пересказывают Конохамару события предыдущих серий. | |                 |                  |
| 27 | Второй экзамен начинается! Все вокруг — враги! «Дайни сикэн сута:то! Мавари ва минна тэки даракэ!» (第二試験スタート！周りはみんな敵だらけ！)                                                                          | 45—46           | 2 апреля 2003    |
| Экзаменатор Анко объясняет правила второго испытания экзамена — захватить в Лесу Смерти свиток соперника и добраться до башни в середине леса. | |                 |                  |
| 28 | Ешь или будь съеденным! Наруто как приманка «Ку: ка куварэру ка! Эса ни натта Наруто» (喰うか喰われるか！エサになったナルト)                                                                                           | 46—47           | 9 апреля 2003    |
| На команду №7 нападает Оротимару. | |                 |                  |
| 29 | Наруто атакует! Я не собираюсь убегать! «Наруто хангэки! Нигэнэ:ндаттэбаё!» (ナルト反撃！逃げねーんだってばよ！) | 48—49           | 16 апреля 2003   |
| Наруто и его товарищи продолжают бой с Оротимару в Лесу Смерти. Тот отбирает их свиток и сжигает. | |                 |                  |
| 30 | Проснись, сяринган! Последний ход — Стихия Огня: техника Огня Дракона! «Ёмигаэрэ сяринган! Хиссацу: Катон Рю:ка но Дзюцу!» (蘇れ写輪眼！必殺・火遁龍火の術！)                                                          | 49—50           | 23 апреля 2003   |
| Оротимару накладывает на Саскэ Проклятую печать. Анко Митараси, руководитель испытания, пытается остановить злодея, но тому удаётся скрыться. | |                 |                  |
| 31 | Супер большие брови! Я защищу тебя от смерти!! «Гэки маю пуратоникку! Боку ва сину мадэ аната о мамору!!» (激まゆプラトニック！僕は死ぬまでアナタを守る!!)                                                             | 50—52           | 30 апреля 2003   |
| Сакура проводит ночь, ухаживая за бессознательными Наруто и Саскэ. | |                 |                  |
| 32 | Сакура цветёт! Возвращение решимости «Сакура саку! Кэцуи но усиро сугата» (サクラ咲く！決意の後ろ姿) | 53—54           | 7 мая 2003       |
| Сакура и нашедший её Рок Ли борются против напавших ниндзя Селения Звука. | |                 |                  |
| 33 | Боевое формирование: Ино-Сика-Тё «Мутэки но фо:мэ:сён! ИноСикаТё!!» (無敵のフォーメーション！いのシカチョウ！！) | 55—56           | 14 мая 2003      |
| К борющимся присоединяются синоби команды №10. Саскэ, используя силу Проклятой печати, заставляет ниндзя Звука бежать, оставив свой свиток. | |                 |                  |
| 34 | Акамару удивлен! Исключительные способности Гаары «Акамару биккури! Гаара, Кё:и но Дзицурёку» (赤丸ビックリ！我愛羅、驚異の実力)                                                                                       | 57—59           | 21 мая 2003      |
| Команда Кибы, Хинаты и Сино становятся свидетелями того, как Гаара из деревни Песка убивает нескольких гэнинов и забирает их свиток. | |                 |                  |
| 35 | Запрещено смотреть! Секрет свитка «Нодзоки ми гэнкин! Маки моно но химицу» (のぞき見厳禁！巻き物の秘密) | 60—61           | 28 мая 2003      |
| Свою помощь команде № 7 предлагает Кабуто Якуси, ранее участвовавший в нескольких экзаменах. | |                 |                  |
| 36 | Схватка клонов! Главный герой — я! «Бунсин тайкэцу! Орэ га сюяку даттэбаё!» (分身対決！オレが主役だってばよ！) | 62—63           | 4 июня 2003      |
| Команда №7 и Кабуто, разоблачив иллюзорные техники ниндзя селения Дождя, сражаются против них. | |                 |                  |
| 37 | Второй экзамен завершен! Все здесь, Великолепная Девятка! «Дайни сикэн топпа! Сэйдзорой ру:ки: найн!» (第二試験突破！勢ぞろいルーキーナイン！)                                                                         | 63—65           | 11 июня 2003     |
| Команда №7 заполучает последний свиток и, таким образом, переходит в следующий тур. | |                 |                  |
| 38 | Поражение — 50%!? Неожиданная битва!! «Го:какуся нибун но ити!? Икинари сиай даттэбаё!!» (合格者二分の一!?イキナリ試合だってばよ!!)                                                                                    | 65—66           | 18 июня 2003     |
| Из-за большого числа прошедших в третий, финальный, тур, его руководитель, Гэкко Хаятэ, устраивает дополнительное испытание — бой один на один между претендентами. Неожиданно от продолжения борьбы отказывается Кабуто. Саскэ борется против Ёрои Акадо. | |                 |                  |
| 39 | Зависть Густобровика! Рождение «Комбо Льва»! «Гэдзимаю дзэраси:! «Сиси Рэндан» Тандзё:» (ゲジまゆジェラシー!『獅子連弾』誕生!)                                                                                         | 67—69           | 2 июля 2003      |
| Саскэ побеждает Ёрои Акадо. После этого Какаси пытается наложить поверх Проклятой печати мальчика свою, запечатывающую. | |                 |                  |
| 40 | Рискованная ситуация!!! Какаси против Оротимару «Иссёку сокухацу!! Какаси тай Оротимару» (一触即発!!カカシVS大蛇丸) | 69—70           | 9 июля 2003      |
| Сино побеждает Дзаку, о детстве последнего показываются воспоминания. Какаси встречает Оротимару, который решает выйти из прикрытия с целью поговорить и утверждает, что печать Копирующего ниндзя ничем не поможет.                                       | |                 |                  |
| 41 | Соперники встретились! Сердца девчонок серьёзно настроены «Райбару гэкитоцу! Отомэ гокоро ва хонки мо:до» (ライバル激突！オトメ心は本気モード)                                                                         | 70—71           | 16 июля 2003     |
| Канкуро побеждает Мисуми Цуруги благодаря своим марионеткам. | |                 |                  |
| 42 | Лучшая битва, чёрт побери!!! «Бэсуто батору ва ся:ннаро:!!» (ベストバトルはしゃーんなろー!!) | 72—73           | 23 июля 2003     |
| Бой между Сакурой и Ино приводит к ничье — обе девушки недееспособны, и ни одна из них не проходит в 3 раунд. | |                 |                  |
| 43 | Сикамару поражён?! Битва девушек-ниндзя на поражение «Сикамару тадзитадзи!? Куноити-тати но ацуки татакай» (シカマルタジタジ!?くの一達の熱き戦い)                                                                      | 73—74           | 30 июля 2003     |
| Тэмари побеждает Тэн-Тэн, а Сикамару — Кин Цути. | |                 |                  |
| 44 | Акамару приходит на помощь!! Кого побьют как собаку? «Акамару сансэн!! Макэину ва дотти да?» (赤丸参戦!!負け犬はどっちだ？)                                                                                            | 75—76           | 6 августа 2003   |
| Наруто начинает бой против Кибы и Акамару. | |                 |                  |
| 45 | Мой шанс! Я не Сдамся «Ши но шансу! Ши хаа кира ме масен!» (私のチャンス！ 私はあきらめません！) | 76—77           | 13 августа 2003  |
| Наруто одолевает Кибу теневыми клонами. | |                 |                  |
| 46 | Бякуган идёт в атаку!! Отважная решимость скромной Хинаты! «Бякуган кайгэн!! Утики на Хината но дайтан кэцуи!» (白眼開眼!!内気なヒナタの大胆決意！)                                                                    | 78—79           | 20 августа 2003  |
| Начинается бой между представителями основной и побочной ветвей клана Хюга — Хинатой и Нэдзи соответственно. | |                 |                  |
| 47 | Перед человеком, которого я обожаю!!! «Акогарэ но хито но мэ но маэ дэ!!» (憧れの人の目の前で!!) | 79—81           | 27 августа 2003  |
| Нэдзи в жестокой манере побеждает Хинату, хотя та до последнего не сдавалась. | |                 |                  |
| 48 | Гаара поражён!!! Она твоя! Сила! И взрыв! «Гаара фунсай!! Вакаса да! Пава: да! Бакухацу да!» (我愛羅粉砕!!若さだ！パワーだ！爆発だ！)                                                                                  | 81—83           | 3 сентября 2003  |
| Рок Ли начинает бой против Гаары. | |                 |                  |
| 49 | Неудачник с горячей кровью! Наконец-то идёт в атаку непревзойденный мастер движения! «Нэккэцу отикоборэ! Цуй ни Сакурэцу, киндан но о:ги!» (熱血落ちこぼれ！遂に炸裂、禁断の奥義！)                                    | 83—85           | 10 сентября 2003 |
| Ли демонстрирует одно из своих мощнейших тайдзюцу. | |                 |                  |
| 50 | Слава Року Ли! Вот таким должен быть мужчина!! «Аа Рокку Ри:! Корэ га отоко но икидзама ё!!» (嗚呼ロック・リー！これが男の生き様よ！！)                                                                                | 85—87           | 17 сентября 2003 |
| Гаара в потрясающем матче одерживает победу над Рок Ли, однако последний получает очень серьёзные травмы, способные помешать его карьере ниндзя. | |                 |                  |
| 51 | Тень, двигающаяся в темноте. Опасность приближается к Саскэ! «Ями ни угомэку кагэ Сасукэ ни сэмару кики!» (闇にうごめく影 サスケに迫る危機！)                                                                          | 87—89           | 24 сентября 2003 |
| Тёдзи Акимити проигрывает Досу Кинута. Наруто узнаёт, что к следующей части турнира, которая пройдёт через месяц, его будет тренировать Эбису, сэнсэй Конохамару.                                                                                          | |                 |                  |
| 52 | Эбису возвращается! Я не разрешу бесстыдство! «Эбису футатаби! Харэнти ва ватаси га юрусимасэн дзо!» (エビス再び！ハレンチは私が許しませんぞ！)                                                                        | 89—90           | 1 октября 2003   |
| Эбису начинает тренировать Наруто хождению по воде. | |                 |                  |
| 53 | Встречайте! Появление развратного отшельника! «Айясибараку! Эро-сэннин то:дзё:!» (あいやしばらく！エロ仙人登場！) | 91—92           | 8 октября 2003   |
| Наруто встречает таинственного отшельника-извращенца Дзирайю и просит его стать своим учителем вместо Эбису. | |                 |                  |
| 54 | Школа развратного отшельника! Техника призыва! «Эро-сэннин дзикидэн Кутиёсэ но Дзюцу даттэбаё!!» (エロ仙人直伝 口寄せの術だってばよ！！)                                                                               | 91—92           | 15 октября 2003  |
| Хаятэ Гэкко становится свидетелем переговоров Баки из Селения Песка и Кабуто о будущем вторжении в Коноху, но, не успев передать информацию, погибает от их рук. Дзирайя начинает учить Наруто технике призыва.                                            | |                 |                  |
| 55 | Тяжелое предчувствие. Цветок с загаданным желанием «Сэцунай омой Нэгай о комэта итирин» (切ない想い 願いを込めた一輪)                                                                                                  | 92—93           | 22 октября 2003  |
| В то время как Наруто продолжает тренироваться, Ино и Сакура идут в больницу навестить Саскэ, но там его не оказывается. | |                 |                  |
| 56 | Жизнь или смерть?! Смертельно опасное обучение! «Сэй ка си ка!? Мэнкё кайдэн ва иноти какэ!» (生か死か!?免許皆伝は命懸け！)                                                                                            | 94—95           | 29 октября 2003  |
| Наруто удаётся использовать чакру Девятихвостого для осуществления техники призыва. | |                 |                  |
| 57 | Летай! Прыгай! Ныряй! Встречайте Жабьего Босса! «Тонда! Ханэта! Могутта! Гама оябун то:дзё:!!» (飛んだ！跳ねた！潜った！ガマ親分登場!!)                                                                                | 95—96           | 5 ноября 2003    |
| Наруто призывает короля жаб Гамабунту. Баки объясняет ниндзя Песка план нападения на Коноху. | |                 |                  |

### Сезон 2 (2003—2004)

#### Экзамены на звание тюнина (продолжение): 10 серий
| 58 | Рука зла близка! Больница в опасности «Синоби ёру ма но тэ! Нэраварэта бё:сицу» (しのび寄る魔の手！狙われた病室)                                                          | 96—97   | 12 ноября 2003  |
| Наруто и Сикамару решают навестить Рок Ли и в его палате сталкиваются с Гаарой, пытающегося напасть на их друга. Лишь вмешательство Гая позволяет предотвратить трагедию. | |         |                 |
| 59 | Суперускорение и сокрушительный удар. Начало турнира! «Мо: рэцу Мо: Цуй Мо: Дассю Хансэн кайси даттэбаё» (モー烈 モー追 モーダッシュ 本選開始だってばよ)                  | 98      | 19 ноября 2003  |
| Начинается финальное испытание экзаменов для повышении до уровня тюнина. По дороге к арене Наруто встречает Конохамару, который предлагает срезать путь. Проходя через ложные секретные ходы, двое теряются в городе, и Наруто опаздывает к началу испытания, рискуя быть дисквалифицированным. | |         |                 |
| 60 | Бякуган против теневых клонов! Я выиграю!!! «Бякуган ба:сасу Кагэ Бунсин! Орэ ва дзэттэ: кацу!!» (白眼ＶＳ影分身！オレはゼってー勝つ!!)                                   | 99—100  | 26 ноября 2003  |
| Начинается бой между Наруто и Нэдзи. | |         |                 |
| 61 | Слабых мест нет! Ещё одна абсолютная защита «Сикаку дзэро! Мо: хитоцу но дзэттай Бо:гё» (死角ゼロ！もうひとつの絶対防御)                                                  | 100—102 | 3 декабря 2003  |
| Бой продолжается. Несмотря на то, что Наруто прилагает все свои усилия, ему не удаётся даже задеть Нэдзи, который применяет технику абсолютной защиты (Кайтэн). | |         |                 |
| 62 | Скрытая сила неудачника! «Отикоборэ но Сокодзикара!» (落ちこぼれの底力！)                                                                                                 | 103—105 | 10 декабря 2003 |
| Нэдзи удаётся временно блокировать способность Наруто использовать свою чакру, и Удзумаки использует чакру Девятихвостого. | |         |                 |
| 63 | Дисквалифицирован?! Опасность! Проблемы с расписанием «Сиккаку!? Кикэн! Маэдаоси! Харамбукуми но Дайхонсэн» (失格！？キケン！前倒し！波乱含みの大本戦)                    | 105—106 | 17 декабря 2003 |
| Проиграв, Нэдзи читает письмо от своего отца и узнаёт правду о клане Хюга. В это время все ждут Саскэ, который всё не появляется. Кадзэкагэ убеждает Сарутоби отложить поединок Саскэ и Гаары. Канкуро отказывается от поединка с Сино и на следующий бой вызывают Сикамару и Тэмари.           | |         |                 |
| 64 | Красивые облака... И «парень-пофигист» «Кумо ва ии наа... яру ки дзэро но отоко» (雲はいいなあ…やる気ゼロの男)                                                            | 106—108 | 24 декабря 2003 |
| Битва между Сикамару и Тэмари. Практически одержав победу, Сикамару тем не менее сдаётся. | |         |                 |
| 65 | Столкновение! Взрывающийся Листок и Песок Зла «Гэкитоцу! Коноха май Суна угомэку токи» (激突！木ノ葉舞い砂うごめく瞬間)                                                   | 109—110 | 31 декабря 2003 |
| Наруто сердится на Сикамару за его поступок. Саскэ появляется в самый последний момент (как выясняется, всё это время он тренировался с Какаси). | |         |                 |
| 66 | Человек, вызывающий бурю!!! Стиль толстобровика! «Араси о ёбу отоко!! Сасукэ но Гэдзимаю-рю: Тайдзюцу!» (嵐を呼ぶ男！！サスケのゲジマユ流体術！)                          | 111—112 | 14 января 2004  |
| Саскэ начинает бой против Гаары. | |         |                 |
| 67 | Мы опоздали не просто так! Непобедимая техника Тидори!! «Датэ ни окурэта вакэ дзянай! Кю:кёку о:ги - Тидори тандзё:!!» (だてに遅れたわけじゃない！究極奥義・千鳥誕生！！) | 112—114 | 14 января 2004  |
| Саскэ удаётся пробить абсолютную защиту Гаары с помощью техники Тидори. Внезапно большинство зрителей на стадионе засыпает. | |         |                 |

#### Вторжение в Селение Листвы: 13 серий
| 68 | «Разрушение деревни Коноха» начинается! ««Коноха Кудзуси» Сидо:!» (『木ノ葉崩し』始動！)                                                                              | 115—116 | 28 января 2004  |
| Ниндзя Песка и Звука атакуют деревню Листвы. Гаару уводят, чтобы он смог восстановить свою чакру. Оротимару, всё это время скрывавшийся под личиной Кадзэкагэ, нападает на Сарутоби. | |         |                 |
| 69 | Я ждал этого! Миссия ранга А! «Маттэмасита! Эй-ранку нимму даттэбаё!!» (待ってました！Aランク任務だってばよ！！)                                                      | 117—118 | 4 февраля 2004  |
| Саскэ преследует Гаару. Сакура, Сикамару и Наруто отправляются на помощь Саскэ. Оротимару с помощью запретной техники воскрешает Первого и Второго Хокагэ. | |         |                 |
| 70 | Трус номер один — Это причиняет беспокойство, но я должен сделать это!! «Нигэгоси намба: ван Мэндокусэ: га яроккянээ!!» (逃げ腰NO.1 めんどくせーがやろっきゃねえ！！) | 118—119 | 11 февраля 2004 |
| Сикамару решает устроить ловушку для ниндзя Звука. | |         |                 |
| 71 | Абсолютно несравненно! Битва уровня Хокагэ «Кокон мусё:! «Хокагэ» то иу рэбэру но татакай» (古今無双！『火影』というレベルの戦い)                                     | 120—121 | 18 февраля 2004 |
| Первый и Второй Хокагэ сражаются против Третьего. | |         |                 |
| 72 | Ошибка Хокагэ — истинное лицо под маской «Хокагэ но аямати Камэн ни сита но сугао» (火影の過ち 仮面の下の素顔)                                                        | 121—122 | 25 февраля 2004 |
| Сакура и Наруто продолжают поиски Саскэ. Саскэ догоняет Канкуро, Тэмари и Гаару. | |         |                 |
| 73 | Запретная техника мастера! «Демоническая печать» «Киндзюцу о:ги! «Сики Фу:ин»» (禁術奥義！『屍鬼封印』)                                                               | 123—124 | 3 марта 2004    |
| Третий Хокагэ пытается использовать технику демонической печати, заключающую душу в теле Бога Смерти, против Первого и второго Хокагэ и Оротимару. Сино приходит на помощь Саскэ в борьбе с Канкуро. | |         |                 |
| 74 | Невероятно! Истинная сущность Гаары «Кё:каку! Гаара но Сё:тай» (驚愕！我愛羅の正体)                                                                                   | 125—126 | 10 марта 2004   |
| Саскэ начинает поединок с Гаарой, который постепенно преобразуется в демона Сюкаку. Сино побеждает Канкуро. | |         |                 |
| 75 | Переходя за предел... Решение Саскэ!! «Гэнкай о коэтэ... Сасукэ но кэцудан!!» (限界を越えて… サスケの決断！！)                                                        | 127—128 | 17 марта 2004   |
| Саскэ продолжает бой с Гаарой. | |         |                 |
| 76 | Убийца из лунной ночи «Цукиё но ансацуся» (月夜の暗殺者) | 129—130 | 24 марта 2004   |
| Наруто и Сакура приходят на помощь Саскэ. Гаара вспоминает своё несчастливое детство: любимый дядя нападает на него, скрываясь под маской. | |         |                 |
| 77 | Свет против тьмы в лице Гаары «Хикари то Ями Гаара то иу на» (光と闇 我愛羅という名)                                                                                  | 131—132 | 31 марта 2004   |
| Наруто начинает сражение с Гаарой. Гаара продолжает трансформироваться в демона, вновь вспоминая детство. | |         |                 |
| 78 | Взрыв! Книга техник Наруто!! «Бакухацу! Корэдзо Наруто нимпо:тё:～～!!» (爆発！これぞナルト忍法帖～～っ！！)                                                          | 133—135 | 7 апреля 2004   |
| Наруто на ходу придумывает новые комбинации техник. Гаара преобразуется в конечную форму демона Песка. Наруто призывает на помощь Гамабунту. | |         |                 |
| 79 | Шаг за предел! ~Свет и тьма~ «Римитто буттигири! ~Хикари то Ями~» (リミットぶっちぎり！ ～光と闇～)                                                                   | 136—137 | 14 апреля 2004  |
| Наруто превращается в Девятихвостого и пытается разбудить Гаару, чтобы тот подавил волю Сюкаку. Синоби Конохи атакуют ниндзя селений Песка и Звука. Сарутоби ценой своей жизни накладывает Печать Бога Смерти на руки Оротимару, которые после этого становятся практически недееспособными. Саннину удаётся скрыться. | |         |                 |
| 80 | Прощай навеки, Третий Хокагэ......!! «Сандаймэ ё, това ни......!!» (三代目よ、永久に……！！)                                                                           | 138—139 | 21 апреля 2004  |
| Ниндзя селений Песка и Звука покидают Коноху. На следующий день жители Конохи хоронят Третьего Хокагэ. | |         |                 |

#### Возвращение Итати: 5 серий
| 81 | Возвращение в утреннем тумане «Асагири но кикё:» (朝霧の帰郷)                                                                                        | 140—141 | 28 апреля 2004 |
| Итати Утиха и Кисамэ Хосигаки возвращаются в селение Листвы. Курэнай и Асума преграждают им путь. Дзирайе предлагают должность Хокагэ, но он отказывается, полагая, что для этого есть более подходящая кандидатура — Цунадэ.                                      | |         |                |
| 82 | Сяринган против сярингана «Сяринган тай Сяринган!!» (写輪眼VS写輪眼！！)                                                                             | 142—143 | 5 мая 2004     |
| Дзирайя вместе с Наруто отправляются на поиски Цунадэ. Какаси вступает в схватку с Итати, однако Утиха использует против него Цукуёми и с помощью иллюзий пытает Копирующего ниндзя. После появления ещё одного дзёнина, Майт Гая, члены Акацуки покидают деревню. | |         |                |
| 83 | О нет! Дзирайя — источник неприятностей женщин и Наруто «О:, но:~! Дзирайя но дзёнан, Наруто но сайнан» (おお、のォ～っ！自来也の女難、ナルトの災難) | 143—144 | 12 мая 2004    |
| Дзирайя всеми силами пытается доказать Наруто, что помимо извращенца он ещё и великий ниндзя. Саскэ узнаёт, что Итати был в деревне, и отправляется на его поиски. Итати и Кисамэ обнаруживают Наруто в гостинице.                                                 | |         |                |
| 84 | Крик Тидори и рёв Саскэ! «Унарэ Тидори, Хоэро Саскэ!» (唸れ千鳥 吠えろサスケ！)                                                                      | 145—146 | 19 мая 2004    |
| Вставка воспоминаний Саскэ о дне истребления клана. Мальчик находит старшего брата, однако Итати быстро его обезвреживает. | |         |                |
| 85 | Глупый брат, сила ненависти и злости! «Ороканару ото:то ё урамэ, никумэ !» (愚かなる弟よ 恨め、憎め！)                                               | 147—148 | 26 мая 2004    |
| Саскэ снова и снова безрезультатно пытается атаковать Итати, но тот, как и в случае с Какаси, применяет против мальчика технику иллюзий. Как только появляется Дзирайя, Итати и Кисамэ решают отступить, ведь у Утихи осталось слишком мало чакры.                 | |         |                |

#### Цунадэ: 15 серий
| 86 | Начало тренировок. Я должен стать сильнее! «Сюгё: кайси, Орэ ва дзэттэ: цуёку нару!» (修行開始 オレはぜってー強くなる！)                                   | 149—150      | 2 июня 2004     |
| Наруто и Дзирайя продолжают поиски Цунадэ с удвоенной силой — чтобы она вылечила пострадавших Саскэ и Какаси — и останавливаются около того города, где в это время находится Цунадэ. Саннин начинает обучать Наруто новой технике — Расэнгану. | |              |                 |
| 87 | Ну давай! Лопни же! «Кондзё:!!! Варэро мидзуфу:сэн» (根性！！！割れろ水風船)                                                                               | 151          | 9 июня 2004     |
| Наруто пытается с помощью чакры взорвать шар с водой, а затем резиновый мячик, что является первым и вторым шагами в освоении новой техники. | |              |                 |
| 88 | Знак Конохи на налобной повязке «Коноха ма:ку то хитайатэ» (木ノ葉マークと額当て)                                                                          | 152—154      | 16 июня 2004    |
| Наруто продолжает работать над новой техникой. | |              |                 |
| 89 | Водная рябь «Хамон» (波紋) | 155—157      | 23 июня 2004    |
| Нашедшие Цунадэ и её помощницу Сидзунэ Кабуто и Оротимару предлагают ей вылечить пострадавшие руки Змеиного Саннина в обмен на оживление им её погибших жениха Дана и брата Наваки. | |              |                 |
| 90 | Взрывной гнев! Ты поплатишься «Икари бакухацу! Юрусанэ: ттэба ё» (怒りバクハツ！許さねーってばよ)                                                          | 157—158      | 7 июля 2004     |
| Оротимару даёт Цунадэ неделю на раздумья. Наруто и Дзирайя наконец сами её находят. После того как она нелестно отзывается о звании лидера деревни, Наруто вызывает её на бой. | |              |                 |
| 91 | Наследство Первого Хокагэ. Ожерелье, призывающее смерть «Сёдай Хокагэ но исан Си о ёбу кубикадзари» (初代火影の遺産 死を呼ぶ首飾り)                        | 159—160      | 14 июля 2004    |
| Наруто с треском проигрывает Цунадэ. Они заключают сделку: если Наруто освоит технику Расэнгана за неделю, она признает, что он может стать Хокагэ, а если нет, она отберёт все его деньги. Цунадэ ставит на кон своё ожерелье, когда-то принадлежавшее её деду, Первому Хокагэ. | |              |                 |
| 92 | Да или нет! Решение Цунадэ «YES ка NO ка! Цунадэ но кайто:» (YESかNOか！ツナデの回答)                                                                      | 161—163      | 21 июля 2004    |
| Последний день размышлений Цунадэ. Она лишает Дзирайю силы, напоив его и тем самым не дав ему вмешаться в то, что она задумала. Обессиленный тренировками Наруто, лишённый мощи Дзирайя и её помощница Сидзунэ отправляются остановить Цунадэ. | |              |                 |
| 93 | Переговоры окончены!! «Ко:сё: кэцурэцу!» (交渉決裂！！) | 163—164      | 28 июля 2004    |
| Под видом лечения Оротимару Цунадэ нападает на него и Кабуто. На помощь приходят Дзирайя, Сидзунэ и Наруто. | |              |                 |
| 94 | Атака! Ярость Расэнгана «Кураэ! Икари но Расэнган» (くらえ！怒りの螺旋丸)                                                                                  | 165—167      | 4 августа 2004  |
| Наруто, вопреки предостережениям Дзирайи, вступает в схватку с Кабуто и применяет против него Расэнган. | |              |                 |
| 95 | Пятый Хокагэ. Битва не на жизнь, а на смерть «Годаймэ Хокагэ Иноти о какэта татакай» (五代目火影 命を賭けた戦い)                                           | 168—169      | 11 августа 2004 |
| Наруто находится на грани жизни и смерти — Кабуто рассекает его сердце. Способности Цунадэ помогают ему восстановиться, пока Дзирайя и Оротимару сражаются друг с другом. | |              |                 |
| 96 | Битва легендарной троицы «Сан сукуми но татакай» (三すくみの戦い)                                                                                          | 170—171      | 11 августа 2004 |
| Дзирайя призывает Гамабу́нту, Цунадэ — Ка́цую, а Оротимару — Ма́нду: животных, с каждым из которых у них заключён договор. Начинается общая битва Трёх Легендарных Саннинов. Побеждённый Оротимару вынужден сбежать вместе с Кабуто. Цунадэ, Сидзунэ, Дзирайя и Наруто отправляются в Коноху. | |              |                 |
| 97 | Похищение! Приключения Наруто на горячем источнике! «Наруто но юкэмури тин до:тю:» (ナルトの湯けむり珍道中)                                                | —            | 18 августа 2004 |
| На обратном пути герои останавливаются в небольшом городке. Наруто узнаёт, что два ниндзя, Сэнта и Бундзо, не могут вернуться домой до тех пор, пока Цунадэ не вернёт все долги семье Акаги, и решается им помочь. Сидзунэ, опасаясь, что долги Цунадэ могут помешать ей стать Хокагэ, выдаёт себя за неё, чтобы остановить Наруто. Однако оказывается, что Цунадэ долг семье Акаги уже вернула. | |              |                 |
| 98 | Оставить путь ниндзя! Предупреждение Цунадэ. «Ниндзя о ямэро! Цунадэ но цу:коку» (忍者を辞めろ！ツナデの通告)                                              | 172—173      | 25 августа 2004 |
| Цунадэ возвращается в Коноху, однако её становлению в качестве Пятого Хокагэ противится Конохамару. Цунадэ предупреждает Рока Ли о том, что при наихудшем исходе операции он не сможет вылечиться полностью. | |              |                 |
| 99 | Тот, кто унаследует волю Огня. «Хи но иси о цугу моно» (火の意志を継ぐもの)                                                                                | филлер + 173 | 1 сентября 2004 |
| Филлерная часть: Конохамару заперся в комнате Третьего Хокагэ и не выходит, несмотря на все «уговоры» Наруто. Цунадэ изучает книги деревни Листьев, чтобы увеличить шансы Рока Ли при операции. Каноническая часть: Рок Ли ходит по Конохе. | |              |                 |
| 100 | Клятва учителя и ученика. Настоящий мужчина и путь ниндзя. «Нэккэцу ситэй но кидзуна ~Отоко га нимпо: о цурануку токи~» (熱血師弟の絆～男が忍法貫くとき～) | 179—180      | 8 сентября 2004 |
| Гай и Рок Ли обсуждают будущую операцию и предаются воспоминаниям. Цунадэ вступает в должность Хокагэ. | |              |                 |

### Сезон 3 (2004—2005)

#### Омаке1 серия
| 101 | Пора увидеть! Пора узнать истинное лицо Какаси-сэнсэя! «Митай, Сиритай, Тасикамэтай Какаси-сэнсэй но сугао» (見たい、知りたい、確かめたい カカシ先生の素顔) | СпецВыпуск | 15 сентября 2004 |
| Наруто, Сакура и Саскэ пытаются всеми усилиями увидеть лицо Какаси. В это время на него охотятся три неизвестных ниндзя. | |            |                  |

#### Страна Чая (филлер): 5 серий
| 102 | Миссия: Помочь старому знакомому в стране Чая! «Идза син нимму Гири то ниндзё: то Тякоку о сукуэ!» (いざ新任務 義理と人情と茶国を救え！) | — | 22 сентября 2004 |
| Команде №7 даётся задание защитить молодого человека, Идатэ, во время соревнований между представителями двух соперничающих кланов.                                                                          | |   |                  |
| 103 | Гонка продолжается! Неприятности в море! «Наруто гэкитин!? Имбау удзумаку о:набара» (ナルト撃沈！？陰謀うずまく大海原)                   | — | 29 сентября 2004 |
| Во время одного из этапов соревнования, гонки на лодках, на Идатэ и команду №7 нападают ниндзя другого клана. В итоге выброшенный на берег Идатэ сталкивается лицом к лицу с главой нападавших — Аои Ракусё. | |   |                  |
| 104 | Беги, Идатэ, беги! Остров Наги ждёт! «Хасирэ Идатэ! Араси о юби харан но Нагито:!!» (走れイダテ！嵐を呼ぶ波乱のナギ島！！)               | — | 13 октября 2004  |
| Члены команды №7 находят Идатэ. Аои временно отступает. Идатэ рассказывает о том, что когда-то сам был ниндзя Конохи.                                                                                        | |   |                  |
| 105 | Почти у цели! Ревущий гром большой битвы «Го:ру тёкудзэн! Раймэй тодороку дайгэкито:» (ゴール直前！雷鳴とどろく大激闘)                   | — | 20 октября 2004  |
| Герои сражаются с Аои. | |   |                  |
| 106 | Успеешь ли ты, Идатэ?! Финишная прямая!! «Тодоку ка Идатэ! Сю:нэн но расуто супа:то !!» (届くかイダテ！執念のラストスパート！！)         | — | 27 октября 2004  |
| Благодаря победе Наруто над Аои Идатэ навёрстывает упущенное и успешно выигрывает гонку. | |   |                  |

#### Преследование Саскэ: 29 серий
| 107 | Я хочу сразиться с тобой! Столкновение Саскэ и Наруто! «Омаэ то татакайтай! Цуй ни гэкитоцу Сасукэ тай Наруто» (オマエと戦いたい！ついに激突 サスケVSナルト) | 174, 175      | 3 ноября 2004   |
| Из-за травмы, полученной в Стране Чая, Саскэ всё ещё находится в больнице. Его раздражает тот факт, что Наруто с каждым днём становится более сильным, а он лежит в своей палате и ничего не может сделать, чтобы приблизиться к своей главной цели — убийству брата. Саскэ вызывает Наруто на бой, чтобы узнать, кто из них всё-таки сильнее. Они отправляются на крышу больницы. Саскэ готовится использовать против Наруто Тидори, Наруто готовится использовать Расэнган; оказавшаяся рядом Сакура просит мальчиков остановиться. | |               |                 |
| 108 | Невидимый раскол «Миэнай кирэцу» (見えない亀裂) | 176, 177      | 10 ноября 2004  |
| В бой вмешивается Какаси Хатакэ — перенаправляет боевые удары Саскэ и Наруто в водонапорные башни. Саскэ понимает, что он слабее, видя урон, нанесённый башне Наруто. Какаси призывает Саскэ отказаться от мести своему брату. Появляется Четвёрка ниндзя из Деревни Звука, целью которой является доставка Саскэ к Оротимару. | |               |                 |
| 109 | Приглашение из Звука «Ото но идзанай» (音の誘い) | 178, 179, 181 | 17 ноября 2004  |
| После короткого боя с Четвёркой Звука Саскэ принимает их предложение присоединиться к Оротимару, так как считает это единственным путём обретения силы, и решает покинуть Коноху. По дороге ему встречается Сакура, которой не удаётся переубедить его. Саскэ произносит: «Сакура, спасибо тебе», — и покидает деревню, оставляя девушку без сознания на скамейке. | |               |                 |
| 110 | Сформированы! Железное построение «Кэссэй! Тэппэки фо:мэ:сё:н» (結成！鉄壁のフォーメーション)                                                                | 182, 183      | 24 ноября 2004  |
| Наутро Сакура приходит в себя. Рок Ли сообщает об успешно проведённой операции. Сикамару собирает команду, включающую, помимо него самого, Наруто, Нэдзи, Тёдзи и Кибу, для преследования Четвёрки Звука и Саскэ. Сакура просит Наруто вернуть Саскэ, юноша даёт ей обещание сделать это. | |               |                 |
| 111 | Непобедимая команда принимает вызов! «Сэссёку ~Ото Ёнин Сю: но дзицурёку~» (接触～音四人衆の実力～)                                                          | 183 - 186     | 24 ноября 2004  |
| Для активизации силы Проклятой печати Четвёрка Звука заключает Саскэ в бочку особыми техниками. Команда Сикамару догоняет их. | |               |                 |
| 112 | Неожиданная борьба внутри группы!? Отряд Сикамару в опасности! «Икинари накамарэ!? Сикамару сё:тай дайпинти» (イキナリ仲間割れ！？シカマル小隊大ピンチ)      | 186, 187      | 1 декабря 2004  |
| Дзиробо, один из Четвёрки Звука, остаётся противостоять команде Сикамару, остальные члены группировки движутся вперёд вместе с находящимся в бочке Саскэ. Дзиробо покрывает команду Сикамару земляным куполом и начинает медленно поглощать их чакру, однако те находят слабое место в куполе и освобождаются. | |               |                 |
| 113 | Полная сила! Пылающий Тёдзи! «Пава: дзэнкай! Моэро Тё:дзи» (パワー全開！燃えろチョウジ)                                                                      | 188, 189      | 8 декабря 2004  |
| Пока остальные члены команды Сикамару движутся вперёд, Тёдзи остаётся для борьбы с Дзиробо и использует в бою особые цветные таблетки семейства Акимити. Тёдзи принимает первую таблетку. | |               |                 |
| 114 | Прощай, друг...! Даже сейчас я верю... «Сараба томо ё...! Сорэдэмо орэ ва синдзитэру» (さらば友よ…！それでもオレは信じてる)                                  | 189, 190, 191 | 15 декабря 2004 |
| Тёдзи принимает две оставшиеся таблетки и побеждает Дзиробо, несмотря на использование тем силы Проклятой печати. | |               |                 |
| 115 | Твой противник — я! «Омаэ но айтэ ва коно орэ да!» (お前の相手はこのオレだ！)                                                                                | 191, 192, 193 | 22 декабря 2004 |
| Нэдзи остаётся для боя с Кидомару, использующим технику Паутин; остальные преследуемые и преследователи движутся дальше. | |               |                 |
| 116 | 360 градусов обзора: слабое место Бякугана! «Сикай самбяку рокудзю: до, Бякуган но сикаку» (視界360度 白眼の死角)                                            | 194, 195      | 5 января 2005   |
| Кидомару призывает множество пауков, которые атакуют Нэдзи, а затем находит слабое место бякугана Хюги и несколько раз ранит его в спину. | |               |                 |
| 117 | Причина не сдаваться «Макэрарэнай рию:» (負けられない理由)                                                                                                   | 196, 197, 198 | 5 января 2005   |
| Посылая свою чакру в тело Кидомару, Нэдзи неимоверными усилиями побеждает врага. | |               |                 |
| 118 | Возвращайся! Опоздавшее вместилище «Даккан~Ма ни аванакатта уцува» (奪還～間に合わなかった器)                                                                | 198, 199      | 12 января 2005  |
| Оротимару, чьё состояние после битвы с Третьим Хокагэ ухудшается с каждым днём, принимает решение при помощи запрещённой техники переселить свою душу в тело одного из заключённых, несмотря на то, что роль «вместилища» души Оротимару изначально предназначалась Саскэ. Оротимару решает, что переселит свою душу в Саскэ через 3. | |               |                 |
| 119 | Ошибка! Новый враг «Сиссаку! Аратанару тэки» (失策！新たなる敵)                                                                                              | 200, 201, 202 | 19 января 2005  |
| Появляется ещё один подчинённый Оротимару — Кимимаро. Киба и Акамару сражаются против Сакона; Сикамару — против Таюи, вызвавшей трёх монстров, управляемых звуками её флейты. Наруто преследует Кимимаро, спешащего к Оротимару с бочкой с Саскэ внутри. | |               |                 |
| 120 | Лучший друг-Пёс! «Унарэ! Хоэро! Кю:кёку но таггу» (唸れ！吠えろ！究極のタッグ)                                                                               | 203, 204      | 2 февраля 2005  |
| Киба и Акамару сражаются против Сакона, чьё тело всё это время сливалось с телом его брата-близнеца Укона. Укон отделяется от тела Сакона и вселяется в тело Кибы. Чтобы избавиться от него, Киба несколько раз ранит себя, тем самым причиняя боль не только себе, но и врагу. | |               |                 |
| 121 | У каждого своя битва «Сорэдзорэ но татакай» (それぞれの闘い)                                                                                                 | 205, 206      | 9 февраля 2005  |
| Укон отделяется от Кибы и снова становится частью Сакона. Киба и Акамару пытаются укрыться от них в лесу. Наруто и Сикамару продолжают свои сражения. | |               |                 |
| 122 | Подделка! Сикамару, человек, который бьёт возродившихся мертвецов! «Фэйку! Отоко Сикамару кисикайсэй но какэ» (フェイク！男シカマル起死回生の賭け)           | 207, 208      | 16 февраля 2005 |
| Пока Наруто безуспешно использует против Кимимаро теневых клонов, Сикамару начинает технику Теневого Удушения против Таюи. | |               |                 |
| 123 | Появление Зелёного Зверя Конохи! «Коноха но аоки ядзю: кэндзан!» (木ノ葉の碧き野獣見参！)                                                                    | 209, 210      | 23 февраля 2005 |
| Саскэ пробуждается, выбирается из бочки и самостоятельно продолжает путь к Оротимару. Внезапно появляется Рок Ли, тем самым позволяя Наруто продолжать преследование Саскэ. Рок Ли шутливо просит разрешения у Кимимаро принять перед боем лекарство, которое ему выписала Цунадэ; противник соглашается. Однако вместо лекарства, как оказалось, Рок Ли взял с собой бутылку сакэ, который, по наблюдению Майто Гая, делает его неуправляемым. Выпив всю бутыль, Рок Ли начинает использовать так называемый «Стиль Пьяного кулака». | |               |                 |
| 124 | Взрывной Зверь! Бросок, удар, прорыв! «Ядзю: сакурэцу! Хадзикэро футтобэ цукинукэро!» (野獣炸裂！弾けろ吹っ飛べ突き抜けろ！)                                 | 211, 212      | 2 марта 2005    |
| Рок Ли, Киба и Сикамару оказываются на краю гибели, но на помощь им приходят ниндзя Деревни Песка: Гаара, Тэмари и Канкуро. | |               |                 |
| 125 | Союзники Конохи! Синоби Песка! «Коноха до:мэйкоку Суна но синоби» (木ノ葉同盟国砂の忍)                                                                       | 213, 214, 215 | 9 марта 2005    |
| Сикамару и Тэмари побеждают Таюю. Канкуро и Киба одолевают Сакона и Укона. | |               |                 |
| 126 | Поединок сильнейших! Гаара против Кимимаро! «Сайкё: тайкэцу! Гаара тай Кимимаро!!» (最強対決！我愛羅VS君麻呂！！)                                            | 215, 216      | 16 марта 2005   |
| Вставка воспоминаний о том, как Кимимаро попал к Оротимару. Гаара начинает бой против Кимимаро. | |               |                 |
| 127 | Только упорство! Танец папоротника «Сю:нэн но итигэки Савараби но Май» (執念の一撃！早蕨の舞)                                                                | 215, 217      | 30 марта 2005   |
| Гаара побеждает ослабевшего Кимимаро. | |               |                 |
| 128 | Плач был услышан «Тодоканай сакэби» (届かない叫び) | 218, 219      | 30 марта 2005   |
| Наруто догоняет Саскэ у огромных статуй двух основателей Конохи. Начинается бой между ними. | |               |                 |
| 129 | Итати и Саскэ. Жизнь слишком далеко друг от друга «Итати то Саскэ то:сугиру сондзай» (兄と弟 遠すぎる存在)                                                   | 220, 221, 222 | 6 апреля 2005   |
| Вставка воспоминаний Саскэ о событиях вокруг Итати за несколько дней до уничтожения тем клана Утиха. | |               |                 |
| 130 | Отец и сын. Треснувшие отношения «Тити то ко Хибиварэта камон» (父と子 ひび割れた家紋)                                                                       | 223, 224      | 13 апреля 2005  |
| Вставка воспоминаний Саскэ о его отношениях с отцом и братом. | |               |                 |
| 131 | Просвещение. Секрет мангэкё сярингана «Кайган Мангэкё: Сяринган но химицу» (開眼 万華鏡写輪眼の秘密)                                                         | 224, 225      | 20 апреля 2005  |
| Вставка воспоминаний Саскэ о дне, когда был почти полностью уничтожен его клан: Итати использует против младшего брата мангэкё сяринган и говорит ему, что для овладения мангэкё сяринганом, высшей формой глаз клана Утиха, тот должен убить лучшего друга. | |               |                 |
| 132 | Для друга! «Томо ё!» (親友よ！) | 226, 227, 228 | 27 апреля 2005  |
| Какаси по приказу Цунадэ отправляется на помощь Наруто, в котором во время битвы с Саскэ пробуждается Девятихвостый Лис. | |               |                 |
| 133 | Крик, полный слёз! Ты мой друг «Намида но хо:ко:! Омаэ ва орэ но томодати да» (涙の咆哮！オマエはオレの友達だ)                                               | 229, 230, 231 | 4 мая 2005      |
| Саскэ использует силу Проклятой печати, чтобы противостоять Наруто. | |               |                 |
| 134 | Конец дождя слёз «Намида амэ но кэцумацу» (涙雨の結末) | 231 - 235     | 11 мая 2005     |
| Саскэ использует против Наруто Тидори, Наруто использует Расэнган. Начинается дождь. Какаси обнаруживает Наруто без сознания и понимает, что бесполезно преследовать Саскэ, который решил овладеть мангэкё сяринганом не убивая лучшего друга. В это время появляется новый член Акацуки - Зетсу, наблюдавший за боем Младшего Учихи и Джинчурики 9-хвостого | |               |                 |
| 135 | Невыполненное обещание!... «Маморэнакатта якусоку» (守れなかった約束)                                                                                        | 235 - 238     | 18 мая 2005     |
| Всех пострадавших ниндзя Конохи доставляют в больницу. Саскэ прибывает в Логово Оротимару. Дзирайя сообщает Наруто о желании взять его к себе на обучение. | |               |                 |

#### Проникновение в убежище Оротимару (филлер): 6 серий
| 136 | Проникаем, расследуем! Вот оно! Сверхзадание класса S «Сэнню: со:са!? Цуй ни китакита тё:-С-кю: нимму» (潜入捜査!? 遂にきたきた超S級任務) | 235 + филлер      | 25 мая 2005  |
| Дзирайя уговаривает Цунадэ разрешить Наруто и Сакуре отправиться с ним на задание — отыскать логово Оротимару. В первой же попавшейся деревне Дзирайя, также известный как Извращённый Отшельник, попадает в передрягу. На Наруто и Сакуру нападает рыжеволосая девушка, но почти сразу сбегает. | |                   |              |
| 137 | Город преступников. Тень клана Фуума «Мухо:ся но гай Фу:ма итидзоку но кагэ» (無法者の街 ふうま一族の影)                                  | —                 | 1 июня 2005  |
| В другом городе на Дзирайю нападают её жители, члены клана Фуума, однако тот без проблем их побеждает — они признают в ниндзя одного из Легендарных Саннинов. Наруто и Сакура обнаруживают раненой рыжеволосую девушку, которая напала на них ранее — Сасамэ. Выясняется, что цель Сасамэ — отыскать своего брата Араси, покинувшего клан Фуума, чтобы служить Оротимару. На троицу нападают ниндзя Деревни Звука.                                                                           | |                   |              |
| 138 | Предательство! Мимолётные желания «Киёки урагири Хаканаки нэгай» (清き裏切り はかなき願い)                                                | —                 | 8 июня 2005  |
| В бой вмешивается Дзирайя, и ниндзя Деревни Звука отступают. Дзирайя, Наруто, Сакура и Сасамэ устраивают привал. Сасамэ подсыпает в чай троицы из Конохи снотворное, и, после того как они засыпают, вызывает ниндзя Звука. Однако это оказывается ловушкой: Дзирайя разгадал замыслы Сасамэ, и спящие оказались лишь теневыми клонами. Один из напавших ниндзя Звука, Кагэро, погибает. Двое его товарищей, Дзигумо и Камикири, обращаются за помощью к Оротимару, однако тот убивает и их. | |                   |              |
| 139 | Ужас! Убежище Оротимару «Кё:фу! Оротимару но тати» (恐怖！大蛇丸の館)                                                                     | —                 | 15 июня 2005 |
| Раскаявшаяся Сасамэ показывает путь к логову Оротимару. Разделившись, каждый из ниндзя Конохи попадает в ловушку: на Дзирайю нападает прелестного вида женщина, Наруто оказывается в яме, наполняющейся водой, а Сакура сталкивается лицом к лицу с Кабуто, приспешником Оротимару. | |                   |              |
| 140 | Двойной удар. Ловушка Кабуто «Футацу но кодо: Кабуто но вана» (二つの鼓動 カブトの罠)                                                     | —                 | 22 июня 2005 |
| Сакура сражается с Кабуто, на помощь ей приходит Наруто и помогшая ему Сасамэ. Используя нити чакры, Кабуто связывает своё сердце с сердцем Наруто: смерть одного означает и смерть другого. Сасамэ, владеющая данной техникой, исконно используемой кланом Фуума, помогает разорвать связь. Однако оказывается, что под маской Кабуто скрывается Кагэро, оживлённый Оротимару. Появляется Араси, также жертва запрещённых техник Оротимару, и нападает на Наруто и Сакуру.                  | |                   |              |
| 141 | Ученик 5 Хокаге «Сакура но кэцуи» (サクラの決意)                                                                                          | филлер + 235, 236 | 29 июня 2005 |
| Появляется Дзирайя и на вызванной им жабе эвакуирует всех из разваливающегося после боя логова Оротимару. Сакура изъявляет желание обучаться у Цунадэ, и та с радостью её принимает. | |                   |              |

### Сезон 4 (2005—2006)

#### Возвращение Мидзуки (филлер): 6 серий
| 142 | Возвращение Мидзуки «Гэнкай сисэцу но сан акунин» (厳戒施設の三悪人)                                                            | 237,238 + филлер | 6 июля 2005     |
| Появляются подозрения в связях Мидзуки, когда-то заставившего Наруто похитить запретный свиток Конохи, и Оротимару. Для допроса в тюрьму отправляются Асума и Курэнай, однако там происходит бунт и все заключённые сбегают. Среди сбежавших — сам Мидзуки и двое легендарных глупцов необъятных размеров Фудзин и Райдзин, готовых сделать что угодно за порцию еды.                                                                    | |                  |                 |
| 143 | Ищи, Тонтон! Мы полагаемся на твой нос «Хасирэ Тонтон! Омаэ но хана га таёри даттэбаё» (走れトントン！お前の鼻が頼りだってばよ) | —                | 13 июля 2005    |
| Мидзуки нападает на Команду Сидзунэ. Тонтон, ручная свинка Сидзунэ, предупреждает об этом Цунадэ. На место событий отправляется Наруто, следом за ним Ирука. Мидзуки, Фудзин и Райдзин нападают на них. | |                  |                 |
| 144 | Возрождение команды «Синсэй сури:ман сэру футари то иппики» (新生三人一組 二人と一匹！)                                         | —                | 20 июля 2005    |
| Мидзуки уводит Ируку всё дальше в лес. Наруто испытывает трудности с Фудзином и Райдзином: любая его атака против них неэффективна. На помощь приходят Сикамару, Ино и Тёдзи. | |                  |                 |
| 145 | Взрыв! Новое построение Ино-Сика-Тё «Сакурэцу! Ню: фо:мэ:сён Иносикатё» (炸裂！ニューフォーメーションいのシカチョウ)            | —                | 27 июля 2005    |
| Вставка воспоминаний Мидзуки о том, как во время одной из миссий он убил раненого члена своей команды. Ино, Сикамару, Тёдзи, используя командную тактику, успешно сдерживают братьев-преступников. Мидзуки заманивает Ируку в старое здание. Наруто преследует их и видит, как здание взрывается. | |                  |                 |
| 146 | Утраченные мечты. Тень Оротимару «Нокосарэта ябо: Оротимару но кагэ» (残された野望 大蛇丸の影)                                  | —                | 10 августа 2005 |
| Ирука выбирается из обломков здания. К ним с Наруто присоединяется невеста Мидзуки, Цубаки, которая хочет остановить последнего. Вставка воспоминаний Мидзуки о том, как после убийства им члена команды с ним связался Оротимару и передал состав зелья, действие которого сродни силы Проклятой метки. Мидзуки изготовляет зелье и выпивает его. Цунадэ сообщают, что все заключённые, кроме Мидзуки, Фудзина и Райдзина, уже пойманы. | |                  |                 |
| 147 | Противостояние судьбы! Тебе меня не победить. «Иннэн но тайкэцу! Омаэ ни орэ ва таосэнээ» (因縁の対決！オマエにオレは倒せねえ)  | —                | 17 августа 2005 |
| Наруто, Ирука и Цубаки сражаются против ставшего намного сильнее Мидзуки. Цунадэ останавливает Фудзина и Райдзина, те возвращаются в тюрьму. Наруто использует против Мидзуки Расэнган. Действие зелья заканчивается, после чего тело Мидзуки сильно обезображивается; рецепт, как оказалось, был неполноценным, а Мидзуки стал лишь одним из экспериментов Оротимару.                                                                   | |                  |                 |

#### Бикотю (филлер): 4 серии
| 148 | Ревность Акамару к способности поиска! Найти Бикотю! «Тё:-цуйбирёку ни Акамару мо ситто! Мабороси но Бико:тю: о сагасэ» (超追尾力に赤丸も嫉妬！幻の微香虫を探せ)         | — | 17 августа 2005  |
| Сино Абурамэ заявляет, что существует редкое насекомое Бикотю, которое по запаху человека может определить его местонахождение, что должно помочь в поисках Саскэ. В связи с травмами Курэнай, Цунадэ назначает Сино временным капитаном команды №8 и разрешает им вместе с Наруто отправиться на поиски Бикотю. | |   |                  |
| 149 | Где же разница?! Все насекомые выглядят одинаково «Доко га тигау но са!? Муси ттэ онадзи миэнай ка» (どこが違うのさ!? 虫って同じに見えないか)                            | — | 24 августа 2005  |
| Члены команды №8, в отличие от Наруто, замечают, что их преследуют. Наруто несколько раз ловит насекомых, лишь похожих на Бикотю, однако в конце концов удача улыбается ему — Бикотю пойман. Преследователи похищают Хинату и предлагают обменять её на Бикотю.                                                  | |   |                  |
| 150 | Обмануть, чтобы быть обманутым! Великая битва насекомых «Дамаситэ бакаситэ дамасарэтэ! Со:дзэцу мусимуси дай батору» (だまして化かしてだまされて！ 壮絶ムシムシ大バトル) | — | 31 августа 2005  |
| Преследователями оказываются члены клана, соперничающего с кланом Абурамэ, и которым также нужен Бикотю. Насекомые Сино защищают его, Наруто и Кибу от атак противника, однако троица всё равно попадает в ловушку.                                                                                              | |   |                  |
| 151 | Сверкающий бякуган! Таков мой путь ниндзя. «Моэ ё Бякуган! Корэ га ватаси но ниндо: ё» (燃えよ白眼！ これが私の忍道よ)                                                   | — | 14 сентября 2005 |
| Хината освобождается из плена и помогает синоби Конохи одолеть врагов. Бикотю сохранён, но Наруто портит всё в самый последний момент. | |   |                  |

#### Райга (филлер): 6 серий
| 152 | Похоронный марш для живых «Сэй ару моно э но со:со:кёку» (生あるものへの葬送曲)               | — | 21 сентября 2005 |
| Серия начинается с кадров похоронной процессии. Наруто находит троих человек без сознания на берегу реки. Выясняется, что они сбежали из деревни Катабами Киндзан, захваченной несколькими месяцами ранее безжалостными членами семьи Куросуки. Нэдзи, назначенный на эту миссию главным, Тэн-Тэн, Рок Ли и Наруто отправляются в путь. По дороге они останавливаются у знакомой Року Ли бабушке Сансё, знаменитой своим острым «живительным» карри, который отчего-то чёрного цвета. |                                                                                               |   |                  |
| 153 | Сердце! Железный кулак любви «Кокоро ни тодокэ! Ай но Тэккэн» (心に届け！愛の鉄挙)            | — | 28 сентября 2005 |
| Куросуки объявляют о похоронах вернувшегося в деревню Рокускэ, однако в дело вмешивается команда Нэдзи и они спасают заживо похороненного человека буквально из гроба. Среди одного из Куросуки Рок Ли узнаёт своего друга Караси. Внезапно на кладбище спускается густой туман. |                                                                                               |   |                  |
| 154 | Враг бякугана «Бякуган но тэнтэки» (白眼の天敵)                                               | — | 5 октября 2005   |
| Из-за плотности тумана Нэдзи теряет возможность использовать бякуган. Несмотря на это, синоби Конохи побеждают напавшего, Райгу, одного из Семерки Мечников Тумана, таких как Дзабудза и Кисамэ. Они раскрывают мешок, который Райга всё время носил на спине, и обнаруживают там мальчика Раммару. Раммару рассказывает, как однажды Райга спас его от неминуемой смерти, взамен чего мальчик, благодаря своим способностям, стал его глазами.                                       |                                                                                               |   |                  |
| 155 | Жуткая погода «Синоби ёру анун» (忍び寄る暗雲)                                                | — | 12 октября 2005  |
| Оставшиеся члены Куросуки устраивают засаду для команды Нэдзи, однако синоби без труда их одолевают. Караси, Раммару и команда Нэдзи возвращаются к бабушке Сансё, однако ночью Караси относит Раммару к телу едва живого Райги. Надвигается сильная буря. |                                                                                               |   |                  |
| 156 | Контратака Райги! «Гякусю: но Райга» (逆襲の雷牙)                                             | — | 19 октября 2005  |
| Раммару, используя последние силы, возвращает Райгу к жизни. Свидетельницей этого становится Тэн-Тэн и начинает сражение; в это время подлый Караси бежит предупредить других синоби Конохи о якобы сорвавшейся с обрыва Тэн-Тэн, тем самым устраивая для них ловушку. Меж тем отступившая Тэн-Тэн относит ослабленного Раммару в домик Сансё. Караси кормит мальчика «живительным» карри. Рок Ли, Наруто и Нэдзи вступают в новый бой с Райгой. Начинается буря.                     |                                                                                               |   |                  |
| 157 | Вперёд! Да поможет нам «живительное» карри! «Хасирэ!!! Сэймэй но карэ:» (走れ!!!生命のカレー) | — | 26 октября 2005  |
| На место битвы прибывает Сансё с порцией своего «живительного» карри, при приготовлении которого Караси случайно добавляет в блюдо вино. Рок Ли съедает почти всю кастрюлю и начинает использовать то, что Гай описал как «стиль Пьяного Кулака». В итоге синоби Конохи побеждают Райгу, а Раммару и Караси остаются помогать бабушке Сансё. |                                                                                               |   |                  |

#### План по самовыживанию (филлер): 1 серия
| 158 | Все за мной! Испытание потом и слёзами «Минна орэ ни цуйтэ кой! Асэ то намида но такурами дай сабайбару» (みんなオレについて来い！汗と涙のタクラミ大サバイバル) | — | 2 ноября 2005 |
| Большинство гэнинов (все члены команд 7, 8, 9, 10 за исключением Сакуры, а также уже ставшего тюнином Сикамару и ушедшего к Оротимару Саскэ) Конохи получают задание стать во главе трёх учеников Академии ниндзя на их испытании по выживанию. Наруто достаются Конохамару и двое его друзей, Удон и Моэги. Навыки выживания и навигации Наруто оставляют желать лучшего, из-за чего группа заблудилась в лесу и чуть не погибла. | |   |               |

#### Охотник за преступниками (филлер): 2 серии
| 159 | Друг или враг? Охотник за головами пустыни «Тэки ка миката ка!? Ко:я но сё:кинкасэги» (敵か味方か!?荒野の賞金稼ぎ)                       | — | 9 ноября 2005  |
| Наруто, Хината и Киба получают задание поймать и обезвредить вора Госункуги. Однако выясняется, что за ним охотятся и другие ниндзя, среди которых Садзанами, охотник за головами.                                                | |   |                |
| 160 | Мы возьмём это или это возьмут у нас? OK, битва в храме! «Эру ка эрарэру ка!? Оккэ: тэра но кэтто:» (獲るか獲られるか!?オッケー寺の決斗) | — | 16 ноября 2005 |
| Хината по шраму узнаёт, что Садзанами тоже является разыскиваемым преступником. Садзанами заявляет, что невиновен, и преступление, в котором его обвиняют, совершил Госункуги. Троица помогает Садзанами восстановить доброе имя. | |   |                |

#### Зелёные звери (филлер): 1 серия
| 161                                                                                             | Зелёное животное? Плотоядное животное? Приветствуемое животное? «Санкяку кэндзан Ао но Ядзю:? Мо:дзю:?... Сандзю:?» (珍客見参 碧の野獣？猛獣？…珍獣？) | — | 23 ноября 2005 |
| Двое посторонних пытаются проникнуть в Коноху, приняв (не очень-то удачно) облик Гая и Рока Ли. | |   |                |

#### Страна Птиц (филлер): 6 серий
| 162 | Белый Нороимуся «Сироки норои муся» (白き呪い武者)                                         | — | 30 ноября 2005  |
| Нэдзи, назначенный капитаном на время миссии, Наруто и Тэн-Тэн отправляются в Страну Птиц, чтобы расследовать сообщения о появлении там призрака — Белого Нороимуся. Они узнают, что даймё умер и вместо него феодалом стал Саги, чья сестра Токи погибла. Подозревают, что к Белому Нороимуся имеет отношение Комэй, бывший стратег феодала, противившийся вступлению Саги в должность из-за его молодости. Стоило троице прибыть в Страну Птиц, как появился Нороимуся, однако когда ниндзя атакуют его кунаями, доспехи призрака разваливаются и обнаруживается, что внутри них никого нет. |                                                                                            |   |                 |
| 163 | Стратег — планы Комэя «Сакуси - Ко:мэй но омоваку» (策士・紅明の思惑)                      | — | 7 декабря 2005  |
| Троицу из Конохи принимает у себя Лорд Мосо, чиновник. На Саги нападают, но ниндзя Конохи спасают его. Команда Нэдзи следит за Комэем, и обнаруживается, что тот ночью встретился с Нороимуся. Комэя арестовывают. |                                                                                            |   |                 |
| 164 | Помощник, прибывший слишком поздно «Ососугита сукэтто» (遅すぎた助っ人)                    | — | 14 декабря 2005 |
| Мосо объявляет, что миссия синоби закончилась, однако Наруто настроен скептически — он исследует место боя с Нороимуся и находит тайный проход к дому Мосо. Наруто хватают и помещают в темницу. К нему в камеру проникает Нороимуся, однако оказывается, что под его маской скрывается Саги. К Нэдзи и Тэн-Тэн, также продолжающим расследование, присоединяется посланный Цунадэ Какаси. |                                                                                            |   |                 |
| 165 | Смерть Наруто «Наруто сису» (ナルト死す)                                                   | — | 21 декабря 2005 |
| Наруто, переодетый в Нороимуся, спасает приговорённого к смерти Комэя. На Какаси нападает другой копирующий ниндзя. |                                                                                            |   |                 |
| 166 | Время, которое остановилось «Тодоматта мама но дзикан» (止まったままの時間)                | — | 4 января 2006   |
| Какаси побеждает своего противника. Выясняется, что Саги — это переодетая Токи: настоящий Саги погиб, а под личиной Мосо скрывается другой копирующий ниндзя — Хоки. Хоки нападает на команду Нэдзи. |                                                                                            |   |                 |
| 167 | Когда белые цапли машут своими крыльями «Сирасаги но хабатаку дзикан» (白鷺のはばたく時間) | — | 4 января 2006   |
| Ниндзя Конохи побеждают Хоки, и Токи становится даймё. |                                                                                            |   |                 |

#### Пылающая Ваза (филлер): 1 серия
| 168 | Кипящий котелок! Смешай, размешай и вскипяти! «Моэро Дзундо:! Мадзэтэ нобаситэ юдэ агэро!» (燃えろ寸胴！混ぜて伸ばして茹で上げろ！) | — | 18 января 2006 |
| Наруто, Тёдзи и Сакура вызываются добровольцами, чтобы помочь Тэути, владельцу Итираку Рамэн, вернуть свою похищенную дочь Аямэ. | |   |                |

#### Страна Моря (филлер): 5 серий
| 169 | Воспоминания: потерянная страница «Киоку Усинаварэта пэйдзи» (記憶 失われた頁)          | — | 25 января 2006  |
| Анко Митараси отправляется вместе с Наруто, Сино и Ино в Страну Моря, чтобы проверить сообщения о появлении там монстра Каймы. Анко вспоминает, как когда-то была в этих местах вместе с учителем, Оротимару. В порту группа видит, как Ёрои Акадо и Мисуми Цуруги, ранее принимавшими участие в экзаменах на тюнина, нападают на девушку, однако, завидев других синоби, отступают. Во время плавания на лодке к одному из островов на Команду Анко нападают, в результате чего Наруто оказывается под водой, но его спасает та самая девушка. |                                                                                         |   |                 |
| 170 | Крушение, закрытая дверь «Со:гэки Тодзасарэта доа» (衝撃 閉ざされた扉)                  | — | 1 февраля 2006  |
| В одном из своих укрытий Оротимару (в присутствии Саскэ) встречается с Амати, под чьим руководством проводятся эксперименты над людьми. Наруто приходит в себя в хижине девушки, представившейся как Исариби. Удзумаки становится свидетелем того, как её закидывают камнями проходящие мимо мальчишки, он их сразу прогоняет. Остальные члены команды Анко знакомятся с планами, какие суда они должны защитить от Каймы. Наруто находит свою команду, проследившую за той загадочной девушкой, и понимает, что Исариби и есть Кайма. Появившийся Ёрои позволяет Исариби сбежать, Анко пытается их преследовать, но падает от боли из-за Проклятой печати. |                                                                                         |   |                 |
| 171 | Крадись: спланированная ловушка «Сэнъню: Сикумарэта тораппу» (潜入 仕組まれた罠)        | — | 8 февраля 2006  |
| Анко вспоминает, что, возможно, видела эту девушку среди подопытных раньше, когда училась у Оротимару. Команда отправляется на остров, где Оротимару раньше проводил опыты, и в тайном убежище встречается лицом к лицу с Исариби и Амати. Ёрои и Мисуми разрушают убежище. |                                                                                         |   |                 |
| 172 | Отчаяние, разбитое сердце «Дзэцубо: Хикисакарэта ха:то» (絶望 引き裂かれた心)           | — | 15 февраля 2006 |
| Благодаря призыву Анко гигантской змеи, команде в последний момент удаётся выбраться из убежища. Исариби под руководством Амати нападает на торговые суда. Амати, как и девушка, принимает форму морского чудища, после чего призывает Морского Босса, гигантское водяное существо, которое берёт Наруто в плен, но благодаря чакре Девятихвостого лиса тот освобождается и продолжает сражение. А Исариби узнаёт от Анко, что в Наруто заключён Девятихвостый лис и что к нему долгое время в деревне относились как к чудовищу. |                                                                                         |   |                 |
| 173 | Морское сражение, выпущенная власть «Кайсэн Токиханатарэта пава:» (海戦 解き放たれた力) | — | 22 февраля 2006 |
| Наруто призывает Гамабунту, и вдвоём они одолевают Морского Босса. Амати берут в плен. |                                                                                         |   |                 |

#### Деньги и сноровка (филлер): 1 серия
| 174 | Это невозможно! Знаменитое Искусство ниндзя: Дзюцу Золотого Элемента «Ариэнэ:ттэбаё! Сэрэбу нимпо: - Кинтон но Дзюцу» (ありえねーってばよ! セレブ忍法・金遁の術) | — | 1 марта 2006 |
| Наруто получает задание сопровождать избалованного богатством ребёнка Кунихису, считающего, что за деньги можно всё купить, и показать ему типичный день ниндзя. | |   |              |

#### В поисках клада (филлер): 2 серии
| 175 | Копать здесь! Найти груду золота «Коко хорэ ван ван! Майдзо:кин о сагасэ» (ここ掘れワンワン! 埋蔵金を探せ)                      | — | 8 марта 2006  |
| Наруто, Хината и Киба получают задание отыскать клад. Однако они попадают в засаду, и трое человек перенимают их облик и запах, чтобы таким образом проникнуть в Коноху.                         | |   |               |
| 176 | Беги и уклоняйся! Преследуй или будь преследуемым «Дзигудзагу со:! Оттэ оварэтэ матигаэтэ» (ジグザグ走！追って追われて間違えて) | — | 15 марта 2006 |
| Наруто, Киба и раненая Хината освобождаются из ловушки и отправляются в город, где уже успели начудить их клоны. Впоследствии выясняется, что это всего лишь проверка способностей троих ниндзя. | |   |               |

#### Горячие источники (филлер): 1 серия
| 177 | О?! Пожалуйста, господин почтальон «О!? Пури:дзу ♥ Мисута: Посутоман» (OH!?ぷりーず♥みすたーぽすとまん) | — | 22 марта 2006 |
| Наруто и Дзирайя пытаются предотвратить войну, которая может вспыхнуть из-за письма, ошибочно направленного властителю Страны Клыка. | |   |               |

#### Селение Звезды (филлер): 6 серий
| 178 | Мальчик, названный «Звездой» «Дэай «Хоси» но на о моцу сё:нэн» (出会い 「星」の名を持つ少年)                             | — | 29 марта 2006  |
| Наруто, Рок Ли, Нэдзи и Тэн-Тэн отправляются на миссию по защите звезды, главной ценности Деревни Скрытой Звезды. По пути они встречают Сумару, с помощью чакры странного пурпурного цвета помогшего им избежать попадания в ядовитый газ, окружающий со всех сторон селение. Гэнины Конохи встречаются с неофициальным лидером Деревни Звезды, Хосикагэ — Акахоси, который высказывает им своё желание, чтобы Деревня Звезды заняла место в числе пяти крупнейших селений ниндзя. Сумару и Наруто становятся свидетелями похищения звезды, и, судя по специфической пурпурной чакре, понимают, что похитивший её — также из этой Деревни. | |   |                |
| 179 | Нацухибоси (Звезда летнего дня). Запомненная Колыбельная «Нацухи Боси, Омойдэ но Комори Ута» (ナツヒボシ 思い出の子守唄) | — | 5 апреля 2006  |
| Наруто узнаёт, что родители Сумару погибли, защищая звезду от чужеземных ниндзя. Рок Ли и Тэн-Тэн пытаются проследить за двумя подручными Акахоси, однако теряют их след. Ниндзя, похожий на ранее укравшего звезду, похищает Сумару. | |   |                |
| 180 | Секретная Техника Таинственного Павлина «Хидзюцу Кудзяку Мё:хо: но дайсё:» (秘術 孔雀妙法の代償)                         | — | 12 апреля 2006 |
| Выясняется, что тренировки со звездой были очень опасны для ниндзя, и из-за этого предыдущий, Третий Хосикагэ, запретил их. Рок Ли и Тэн-Тэн проникают в жилище Акахоси и, обнаружив там Сумару, спасают его. Акахоси предлагает Нацухи, похитившей звезду, Сумару в обмен на звезду. Между ними завязывается бой; прибывшие Наруто и Нэдзи вмешиваются, однако Акахоси сталкивает Нацухи и Наруто в ядовитый газ. | |   |                |
| 181 | Хосикагэ, похороненная правда «Хосикагэ Хо:мурисарарэта Синдзюцу» (星影 葬り去られた真実)                                | — | 19 апреля 2006 |
| Нацухи спасает Наруто, и выясняется, что она — мать Сумару. Нацухи рассказывает Удзумаки историю её и мужа взаимоотношений с предыдущим и нынешним Хосикагэ. Как оказывается, Акахоси убил предыдущего лидера Деревни Звезды. Акахоси выслеживает Нацухи. | |   |                |
| 182 | Воссоединение: оставшееся время «Сайкай Нокосарэта дзикан» (再会 残された時間)                                           | — | 26 апреля 2006 |
| Акахоси берёт Сумару в заложники и заставляет Нацухи отдать ему звезду, после чего официально объявляет себя новым, Четвёртым Хосикагэ и отдаёт приказ убить ниндзя Конохи и Сумару. | |   |                |
| 183 | Звезда, которая сияет ярче «Хоси ва кагаяки о маситэ» (星は輝きを増して)                                                 | — | 3 мая 2006     |
| Жители Деревни узнают полную правду о вреде тренировок со звездой. Наруто уничтожает звезду Расэнганом. Акахоси и его двух подручных ловят. | |   |                |

### Сезон 5 (2006—2007)

#### Длинный день у Кибы (филлер): 1 серия
| 184                                                               | Длинный день Кибы Инудзуки «Инудзука Киба но нага~и итинити» (犬塚キバのなが～い一日) | — | 10 мая 2006 |
| Киба пытается найти противоядие для внезапно заболевшего Акамару. |                                                                                       |   |             |

#### Легендарный Омбаа (филлер): 1 серия
| 185 | Легенда Конохи. Омбаа действительно существует! «Конохагакурэ но Дэнсэцу, Омбаа ва дзицудзай сита!!» (木ノ葉隠れの伝説 オンバアは実在した!!) | — | 17 мая 2006 |
| Наруто находит в лесу мифическое животное под названием Омбаа, которое мешает ему жить, не желая слазить с его спины. Но главная проблема ещё впереди, ведь, согласно книгам Цунадэ, все виды Омбаа после созревания вырастают до трёх метров и становятся агрессивными. Деревня в опасности. | |   |             |

#### Смеющийся Сино (филлер): 1 серия
| 186 | Смеющийся Сино «Варау Сино» (笑うシノ) | — | 24 мая 2006 |
| Сино и Наруто получают задание быть представителями одного из членов семьи Кагэцу, который, согласно странному завещанию своего отца, получит всё наследство только при одном условии — если тот не засмеётся на похоронах. |                                        |   |             |

#### Путешествие в Страну Овощей (филлер): 5 серий
| 187 | Открытие бизнеса!! Перемещающийся Лист «Кайгё:!! Коноха хиккоси сэнта:» (開業!!木ノ葉引越センター)                          | — | 31 мая 2006  |
| Наруто, Хината и Тёдзи отправляются в маленькую Страну Овощей для защиты её жителей. По пути им встречается группа бродячих торговцев, за которыми охотятся три ниндзя. Тем временем в Стране Овощей происходит переворот. | |   |              |
| 188 | Тайна путешествующих продавцов «Фукакай, нэраварэта гё:сё:нин» (不可解 狙われた行商人)                                      | — | 7 июня 2006  |
| Ниндзя Конохи узнают, что в числе бродячих торговцев скрывается единственная дочь правителя Страны Овощей — Харуна, она и есть настоящая цель преследователей.                                                             | |   |              |
| 189 | Под водой! Бесконечное количество оружия ниндзя «Тикасуй Мудзиндзо но нингу» (地下水 無尽蔵の忍具)                          | — | 14 июня 2006 |
| Наруто, Тёдзи и житель Страны Овощей, Юринодзё, сражаются с дзёнином — мастером Водяных Техник. Принцесса Харуна прячется в лесу.                                                                                          | |   |              |
| 190 | Бякуган видел это! Мёртвая точка пользователя магнита «Бякуган ва мита! Дзики цукай но сикаку» (白眼は見た！磁気使いの死角) | — | 21 июня 2006 |
| Хината побеждает дзёнина, владеющего Магнитными Техниками. Наруто находит принцессу. Тёдзи, Хината и Юринодзё становятся заложниками.                                                                                      | |   |              |
| 191 | Смертный приговор, «Облачно, но возможно выглянет Солнце» «Си но Сэнкоку «Кумори Токидоки Харэ»» (死の宣告«くもり時々晴れ») | — | 28 июня 2006 |
| Наруто побеждает третьего ниндзя-преступника; прибывает подкрепление в лице Сидзунэ, Сикамару и других ниндзя Конохи, посланных по приказу Цунадэ из-за переворота. Харуна становится правителем Страны Овощей.            | |   |              |

#### Толстый Рай (филлер): 1 серия
| 192 | Крик Ино! Круглолицый Рай «Ино дзэккё:! Поттяри ♥ Парадайсу» (いの絶叫！ ポッチャリ♥パラダイス) | — | 5 июля 2006 |
| Ино становится двойником потолстевшей дочери феодала, которая не хочет показывать будущему мужу свою фигуру. |                                                                                                 |   |             |

#### ДодзёРок Ли (филлер): 1 серия
| 193                                          | Додзё Рок Ли «Биба до:дзё:ябури! Сэйсюн ва бакухацу да» (ビバ道場破り！ 青春はバクハツだ) | — | 12 июля 2006 |
| Рок Ли открывает свою школу боевых искусств. |                                                                                           |   |              |

#### Замок Проклятых Привидений (филлер): 1 серия
| 194                                                                              | Таинственный проклятый замок призрака «Кайки, нороварэта юрэйсиро» (怪奇 呪われた幽霊城) | — | 19 июля 2006 |
| Наруто, Хината и Киба, расследуя исчезновения людей, попадают в проклятый замок. |                                                                                          |   |              |

#### Третий Великий Зверь (филлер): 2 серии
| 195 | Третий Великий Зверь, главный конкурент «Дайсан но тё:дзю:, сайдай но райбару» (第三の超獣 最大のライバル)                        | — | 26 июля 2006   |
| Майт Гай берёт вернувшегося в деревню синоби, Ягуру, с собой на миссию, однако в Конохе обнаруживается, что это не настоящий Ягура. | |   |                |
| 196 | Столкновение слёз! Горячая кровь — битва ученика и учителя! «Намида но Гэкитоцу! Нэккэцу ситэй тайкэцу» (涙の激突！ 熱血師弟対決) | — | 9 августа 2006 |
| Поддельный Ягура оказывается сыном когда-то побеждённого Гаем синоби, мечтающим отомстить за своего отца.                           | |   |                |

#### Одиннадцать из Конохи (филлер): 5 серий
| 197 | Сбор одиннадцати из Конохи «Дайпинти! Коноха но дзю:ити нин дзэнъин сю:го:» (大ピンチ！ 木の葉の11人全員集合)                    | — | 16 августа 2006  |
| Из дома главного плотника Конохи похищены чертежи зданий, единственное объяснение — на деревню готовится атака. Вор взрывает себя в лесу, заявляя, что чертежи спрятаны. Цунадэ создаёт команду под руководством Сикамару для их поиска. | |   |                  |
| 198 | АНБУ отступает, воспоминания Наруто «Амбу мо: тэагэ, Наруто но киоку» (暗部もお手上げ ナルトの記憶)                              | — | 23 августа 2006  |
| АНБУ допрашивает Наруто в связи с тем, что он был знаком с подозреваемым в краже — Гэнно. Похищенные чертежи при странных обстоятельствах обнаруживаются в Конохе.                                                                       | |   |                  |
| 199 | Промах мимо цели «Матохадзурэ, миэтэкита хё:тэки» (的外れ 見えてきた標的)                                                        | — | 30 августа 2006  |
| Выясняется, что человек, взорвавший себя в лесу, не Гэнно; на месте взрыва обнаруживают тоннель. Нэдзи и Хината при помощи техники бякугана находят сеть взрывных печатей, установленных по всей деревне.                                | |   |                  |
| 200 | Сильный помощник «Гэнъэки барибари, сайкё: но сукэтто» (現役バリバリ 最強の助っ人)                                               | — | 13 сентября 2006 |
| Выясняется, что взрывные печати были установлены в деревне 30 лет назад. Наруто обнаруживает Гэнно. | |   |                  |
| 201 | Множественные ловушки, обратный отсчёт для разрушения «Тадзю: тораппу, хо:кай но каунтодаун» (多重トラップ 崩壊のカウントダウン) | — | 20 сентября 2006 |
| Гэнно признаётся, что его главная цель — взрыв скал, окружающих Коноху. Преступника нейтрализуют. | |   |                  |

#### Пять Лучших Сражений (филлер): 1 серия
| 202 | Спецвыпуск! 5 лучших сражений ниндзя! «Хондзицу Хаппё:! «Ниндзятати но асэ то намида но Мэйсё:бу Бэсуто 5! Отаносими но бангай хэн моаруттэбаё» Супэсяру» (本日発表！「忍者たちの汗と涙の名勝負ベスト５！ お楽しみの番外編もあるってばよ」スペシャル ) | — | 27 сентября 2006 |
| Специальный выпуск с повтором сцен из лучших на данный момент боёв по итогам зрительского голосования: Наруто против Саскэ (две битвы — на крыше больницы и у статуй двух основателей Конохи), Тёдзи против Дзиробо, Киба и Акамару против Юкона и Сакона, Нэдзи против Кидомару. | |   |                  |

#### Клан Курама (филлер): 5 серий
| 203 | Решение Курэнай, команда №8 покинута «Курэнай но кэцудан, торинокосарэта Дайхатихан» (紅の決断 とり残された第8班)                          | — | 5 октября 2006  |
| Наруто встречает странную девушку по имени Якумо. Курэнай объявляет, что покидает команду №8.                                                                                        | |   |                 |
| 204 | Цель — Якумо, запечатанные способности «Нэраварэта Якумо, фу:инсарэта но:рёку» (狙われた八雲 封印された能力)                               | — | 5 октября 2006  |
| Неизвестные пробираются в поместье, в котором живёт Якумо. Туда же направляется Курэнай.                                                                                             | |   |                 |
| 205 | Сверхсекретная миссия Курэнай, обещание Третьему «Курэнай но гокухи нимму ~Сандаймэ то но якусоку~» (紅の極秘任務～三代目との約束～)       | — | 5 октября 2006  |
| В поместье для подмоги добирается команда под руководством Гая. Оказывается, что за Якумо охотятся члены её же клана, а её учителем является назначенная ещё Третьим Хокагэ Курэнай. | |   |                 |
| 206 | Гэндзюцу или реальность? Те, кто управляют пятью чувствами «Гэндзюцу ка гэндзицу ка, гокан о сэйсуру моно» (幻術か現実か 五感を制するもの) | — | 19 октября 2006 |
| Наруто, Курэнай и команда №8 становятся заложниками техники иллюзий Якумо. | |   |                 |
| 207 | Способности, которые должны быть запечатаны «Фу:дзирарэтахадзу но но:рёку» (封じられたはずの能力)                                          | — | 26 октября 2006 |
| Осознав, что Курэнай всегда заботилась о ней, Якумо уничтожает монстра Идо, живущего внутри неё.                                                                                     | |   |                 |

#### Артефакт (филлер): 1 серия
| 208                                                              | Ценимый по весу артефакт «Мэйки, катё:фу:гэцу но омоса» (名器 花鳥風月の重さ) | — | 2 ноября 2006 |
| Наруто и Киба сопровождают редкий и ценный артефакт Катё Фугэцу. |                                                                               |   |               |

#### Синобадзу (филлер): 4 серии
| 209 | Цель — Синобадзу «Тэки ва «Синобадзу»» (敵は『不忍』)  | — | 9 ноября 2006  |
| Наруто, Сакура и Рок Ли берутся за новое задание — сопровождение опасного преступника Гантэцу из банды «Синобадзу». Приспешники Гантэцу нападают на корабль, перевозящий его: при помощи различных техник они разделяют корабль на две части. Одна часть судная — вместе с Сакурой, Рок Ли и основным экипажем — продолжает плавание по реке, вторая — вместе с Наруто, Гантэцу и капитаном команды охраны Тодороки, — по её притоку.                                                                                       |                                                        |   |                |
| 210 | Лес замешательства «Маёи но мори» (迷いの森)           | — | 16 ноября 2006 |
| Вторая часть судна разбивается при падении с водопада, экипаж из первой части направляется к месту крушения. Наруто, Гантэцу и Тодороки углубляются в лес, который является пристанищем «Синобадзу». |                                                        |   |                |
| 211 | Воспоминания пламени «Хоно: но киоку» (炎の記憶)       | — | 30 ноября 2006 |
| Тодороки рассказывает, как пятьюми ранее видел Гантэцу в горящем доме его родителей, держащим в руках его младшего брата Акио. Тодороки из мести хочет убить Гантэцу, но Наруто останавливает его. Сакура и Рок Ли встречают в лесу группу детей, вооружённых копьями и мечами, которых, как оказалось, спас Гантэцу от кровожадных членов «Синобадзу». В это время один из членов группировки устраивает ловушку для Наруто и Тодороки, а самого Гантэцу похищает. Однако на пути похитителя встают Сакура, Рок Ли и дети. |                                                        |   |                |
| 212 | У каждого свой путь «Сорэдзорэ но мити» (それぞれの道) | — | 7 декабря 2006 |
| Ниндзя Конохи уничтожают логово «Синобадзу». Тодороки узнаёт, что его брат жив, и прощает Гантэцу. |                                                        |   |                |

#### Мэмма (филлер): 3 серии
| 213 | Утраченные воспоминания «Усинаварэта киоку» (失われた記憶) | — | 14 декабря 2006 |
| Наруто находит на берегу реки молодого человека без сознания, у которого с собой находится только флейта; в больнице устанавливают, что у него амнезия. Наруто называет юношу Мэммой. Ночью в медучреждение ударяет молния и начинается пожар, из которого Мэмма спасает ребёнка. |                                                            |   |                 |
| 214 | Прозрение «Торимодосита гэндзицу» (取り戻した現実)         | — | 21 декабря 2006 |
| Наруто, Нэдзи и Тэн-Тэн сопровождают Мэмму в Страну Рисовых Полей, где, как предполагается, он ранее жил. По дороге они обнаруживают сожжённую дотла деревню, жители которой рассказывают о нападавших и узнают в одном из них Мэмму.                                             |                                                            |   |                 |
| 215 | Бегство от прошлого «Кэси саритай како» (消し去りたい過去) | — | 21 декабря 2006 |
| На деревню снова нападают. Мэмма жертвует собой, чтобы спасти жителей. |                                                            |   |                 |

#### Ситэнсёнин (филлер): 5 серий
| 216 | Пропавший ремесленник, преследуемый Сюкаку «Киэта такуми — нэраварэта Сюкаку» (消えた匠 狙われた守鶴) | —                | 11 января 2007 |
| Тэмари оповещает Коноху о том, что в Деревне Песка также сформирована своя школа ниндзя: инструкторами в ней являются сама Тэмари, Канкуро и Гаара. Группа из четырёх ниндзя, называющих себя «Ситэнсёнин», бросает вызов Гааре и похищает его ученицу, Мацури. Цель группировки — Сюкаку, однохвостый бидзю, живущий в Гааре. Деревня Песка просит помощи у Конохи; Сикамару собирает команду, включающую Наруто, Кибу, Тёдзи, Ино и Рок Ли; параллельно с ними в путь отправляются Сино, Сакура, Нэдзи и Хината. | |                  |                |
| 217 | Союзники Песка — синоби Конохи «Суна но до:мэйкоку Коноха но синоби» (砂の同盟国 木ノ葉の忍)          | —                | 18 января 2007 |
| На помощь сражающимся с «Ситэнсёнин» Тэмари, Канкуро и Гааре прибывают ниндзя Конохи. | |                  |                |
| 218 | Запечатанный песок. Контратака «Фу:дзирарэта суна, суйко но хангэки» (封じられた砂 水虎の反撃)        | —                | 25 января 2007 |
| Ниндзя Конохи побеждают троих членов «Ситэнсёнин». | |                  |                |
| 219 | Возрождение Совершенного Оружия «Ёмигаэтта кю:кёку хэйки» (よみがえった究極兵器)                      | —                | 1 февраля 2007 |
| Четвёртый член «Ситэнсёнин» пробуждает основателя деревни Такуми, родины «Ситэнсёнин» — Сэймэя, Совершенное Оружие, чья мечта — победа над Пятью Великими Селениями Ниндзя. Сюкаку начинает пробуждаться. | |                  |                |
| 220 | В путь «Табидати» (旅立ち)                                                                            | филлер + 235—238 | 8 февраля 2007 |
| На место боя прибывает команда Сикамару. Гаара силой воли подавляет Сюкаку и побеждает Сэймэя. Дзирайя возвращается в Коноху и забирает Наруто с собой, чтобы тренировать его. | |                  |                |

## Музыкальное сопровождение

### Открывающие композиции
| № | Название               | Транскрипция/Перевод                                       | Исполнитель              | Серии     |
| - | ---------------------- | ---------------------------------------------------------- | ------------------------ | --------- |
| 1 | R★O★C★K★S              | Rocks                                                      | Hound Dog                | 1 — 25    |
| 2 | 遥か彼方               | Харука каната, «Далеко»                                    | Asian Kung-Fu Generation | 26 — 53   |
| 3 | 悲しみをやさしさに     | Канасими о ясасиса ни, «Превратить печаль в доброту»       | Little by Little         | 54 — 77   |
| 4 | GO!!!                  | Вперед!                                                    | Flow                     | 78 — 103  |
| 5 | 青春狂騷曲             | Сэйсюн кё: со: кёку, «Мелодия юности»                      | Sambomaster              | 104 — 128 |
| 6 | ノーボーイ・ノークライ | Но: бо: й но: курай (no boy no cry), «Мальчишки не плачут» | Stance Punks             | 129 — 153 |
| 7 | 波風サテライト         | Намикадзэ сатэрайто, «Разногласие друзей»                  | Snowkel                  | 154 — 178 |
| 8 | Remember               | Запомни                                                    | Flow                     | 179 — 202 |
| 9 | ユラユラ               | Юра Юра, «Дрожь»                                           | Hearts Grow              | 203 — 220 |

### Закрывающие композиции
| №  | Название                       | Транскрипция/Перевод                                   | Исполнитель     | Серии     |
| -- | ------------------------------ | ------------------------------------------------------ | --------------- | --------- |
| 1  | Wind (ワインド)                | Вайндо, «Ветер»                                        | Акэбоси         | 1 — 25    |
| 2  | ハルモニア                     | Харумониа, «Гармония»                                  | Rythem          | 26 — 51   |
| 3  | ビバ★ロック~Japanese side~     | Биба★Рокку ~Japanese side~, «Вива★Рок ~Japanese side~» | Orange Range    | 52 — 64   |
| 4  | ALIVE                          | Живой                                                  | Raiko           | 65 — 77   |
| 5  | 今まで何度も                   | Има мадэ нандо мо, «Много раз до этого»                | The Massmissile | 78 — 89   |
| 6  | 流星                           | Рю: сэй, «Метеор»                                      | TiA             | 90 — 103  |
| 7  | マウンテン・ア・ゴーゴー・ツー | Маунтэн а го: го: цу:, «Mountain a Go Go Two»          | Captain Stridum | 104 — 115 |
| 8  | はじめて君としゃべった         | Хадзимэтэ кими то сябэтта, «Я впервые с тобой говорил» | GagagaSP        | 116 — 128 |
| 9  | 失くした言葉                   | Накусита котоба, «Забытые слова»                       | No Regret Life  | 129 — 141 |
| 10 | スピード                       | Супи: до, «Скорость»                                   | Analog Fish     | 142 — 153 |
| 11 | そばにいるから                 | Соба ни иру кара, «Потому что ты со мной»              | Amadori         | 154 — 165 |
| 12 | パレード                       | Парэ: до, «Парад»                                      | Chaba           | 166 — 178 |
| 13 | Yellow Moon                    | Жёлтая Луна                                            | Акэбоси         | 179 — 191 |
| 14 | ピノキオ                       | Пинокио, «Пиноккио»                                    | Ore Ska Band    | 192 — 202 |
| 15 | シナリオ                       | Синарио, «Сценарий»                                    | SABOTEN         | 203 — 220 |

## Релиз DVD дисков в Японии
| Наруто   | Наруто      | Наруто        | Наруто  |
| Часть    | Дата выхода | Кол-во дисков | Серии   |
| -------- | ----------- | ------------- | ------- |
| 2003 год |             |               |         |
| Часть 1  | 1 января    | 1             | 1       |
| Часть 2  | 5 февраля   | 1             | 2-4     |
| Часть 3  | 5 марта     | 1             | 5-7     |
| Часть 4  | 9 апреля    | 1             | 8-10    |
| Часть 5  | 2 мая       | 1             | 11-13   |
| Часть 6  | 4 июня      | 1             | 14-16   |
| Часть 7  | 7 июля      | 1             | 17-19   |
| Часть 8  | 6 августа   | 1             | 20-22   |
| Часть 9  | 10 сентября | 1             | 23-25   |
| Часть 10 | 1 октября   | 1             | 26-29   |
| Часть 11 | 6 ноября    | 1             | 30-32   |
| Часть 12 | 3 декабря   | 1             | 33-35   |
| 2004 год |             |               |         |
| Часть 1  | 1 января    | 1             | 36-39   |
| Часть 2  | 4 февраля   | 1             | 40-43   |
| Часть 3  | 10 марта    | 1             | 44-47   |
| Часть 4  | 7 апреля    | 1             | 48-51   |
| Часть 5  | 7 мая       | 1             | 52-55   |
| Часть 6  | 2 июня      | 1             | 56-59   |
| Часть 7  | 7 июля      | 1             | 60-63   |
| Часть 8  | 4 августа   | 1             | 64-67   |
| Часть 9  | 1 сентября  | 1             | 68-71   |
| Часть 10 | 6 октября   | 1             | 72-75   |
| Часть 11 | 10 ноября   | 1             | 76-79   |
| Часть 12 | 1 декабря   | 1             | 80-83   |
| 2005 год |             |               |         |
| Часть 1  | 1 января    | 1             | 84-87   |
| Часть 2  | 2 февраля   | 1             | 88-91   |
| Часть 3  | 2 марта     | 1             | 92-95   |
| Часть 4  | 6 апреля    | 1             | 96-99   |
| Часть 5  | 11 мая      | 1             | 100-103 |
| Часть 6  | 1 июня      | 1             | 104-107 |
| Часть 7  | 6 июля      | 1             | 108-111 |
| Часть 8  | 3 августа   | 1             | 112-115 |
| Часть 9  | 7 сентября  | 1             | 116-119 |
| Часть 10 | 5 октября   | 1             | 120-123 |
| Часть 11 | 2 ноября    | 1             | 124-127 |
| Часть 12 | 7 декабря   | 1             | 128-131 |
| 2006 год |             |               |         |
| Часть 1  | 1 января    | 1             | 132-135 |
| Часть 2  | 1 февраля   | 1             | 136-139 |
| Часть 3  | 1 марта     | 1             | 140-143 |
| Часть 4  | 5 апреля    | 1             | 144-147 |
| Часть 5  | 12 мая      | 1             | 148-151 |
| Часть 6  | 7 июня      | 1             | 152-155 |
| Часть 7  | 7 июля      | 1             | 156-159 |
| Часть 8  | 2 августа   | 1             | 160-163 |
| Часть 9  | 6 сентября  | 1             | 164-167 |
| Часть 10 | 4 октября   | 1             | 168-171 |
| Часть 11 | 1 ноября    | 1             | 172-175 |
| Часть 12 | 6 декабря   | 1             | 176-179 |
| 2007 год |             |               |         |
| Часть 1  | 1 января    | 1             | 180-183 |
| Часть 2  | 7 февраля   | 1             | 184-187 |
| Часть 3  | 7 марта     | 1             | 188-191 |
| Часть 4  | 4 апреля    | 1             | 192-195 |
| Часть 5  | 2 мая       | 1             | 196-199 |
| Часть 6  | 2 мая       | 1             | 200-203 |
| Часть 7  | 6 июня      | 1             | 204-207 |
| Часть 8  | 6 июня      | 1             | 208-211 |
| Часть 9  | 4 июля      | 1             | 212-215 |
| Часть 10 | 4 июля      | 1             | 216-220 |